# Franz Kafka

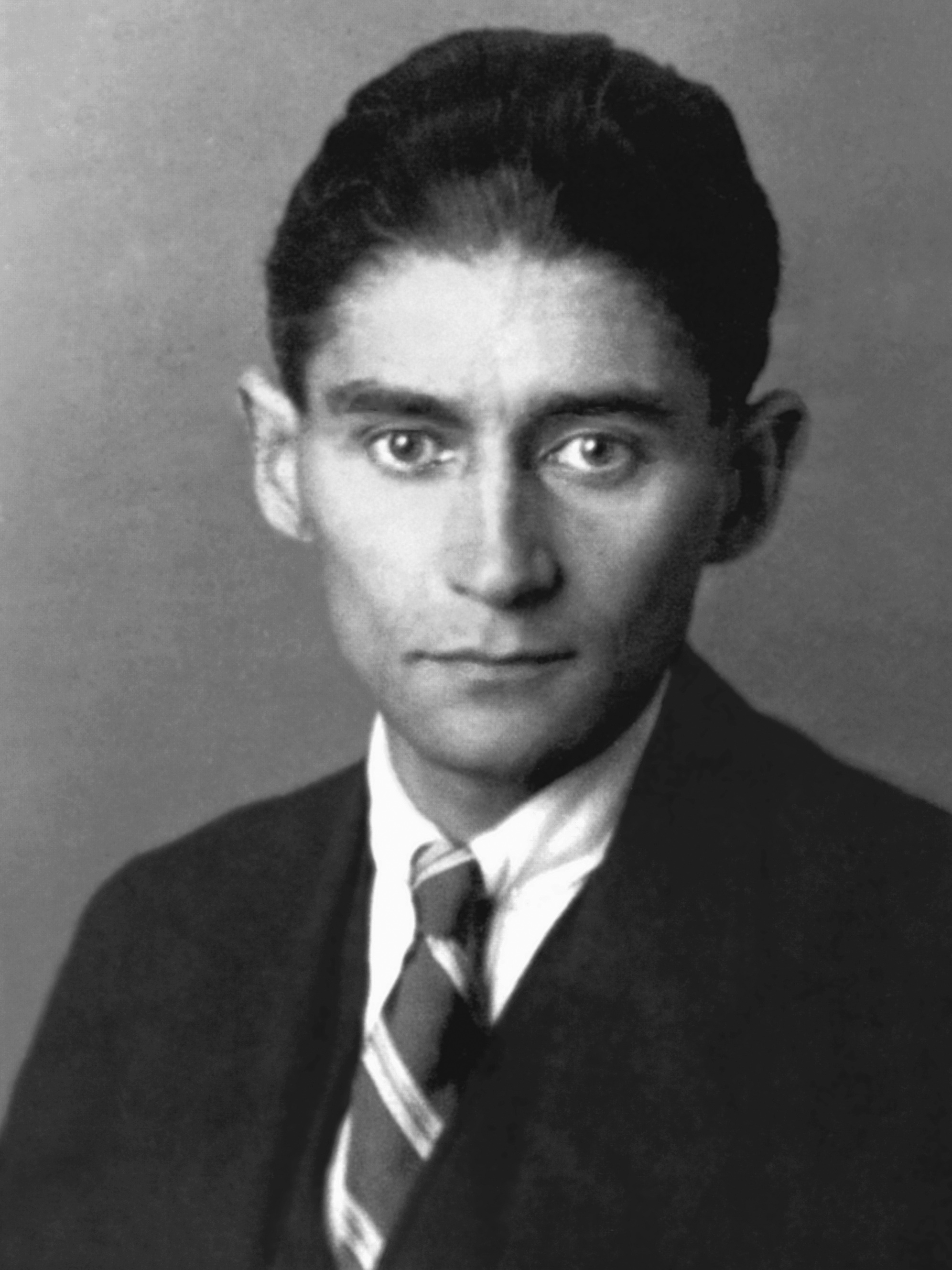
Franz Kafka (1923)

Franz Kafka (gelegentlich tschechisch František Kafka, hebräischer Name אנשיל Anschel; * 3. Juli 1883 in Prag, Österreich-Ungarn; † 3. Juni 1924 in Kierling, Österreich) war ein österreichisch-tschechischer Schriftsteller. Er gilt als einer der bedeutendsten Vertreter der Prager deutschen Literatur und der deutschsprachigen Literatur des 20. Jahrhunderts. Seine Werke – darunter die drei Romanfragmente Der Process, Das Schloss und Der Verschollene sowie zahlreiche Erzählungen – gehören zum Kanon der Weltliteratur.
Kafkas Werke wurden zum größeren Teil erst nach seinem Tod und gegen seine letztwillige Verfügung von Max Brod veröffentlicht, einem engen Freund und Vertrauten, den Kafka zu seinem Nachlassverwalter bestimmt hatte. Kafkas Schilderungen unergründlich bedrohlicher, absurder Situationen haben zur Bildung des auch im außerliterarischen Kontext verwendeten Adjektivs „kafkaesk“ geführt.

## Leben

### Herkunft

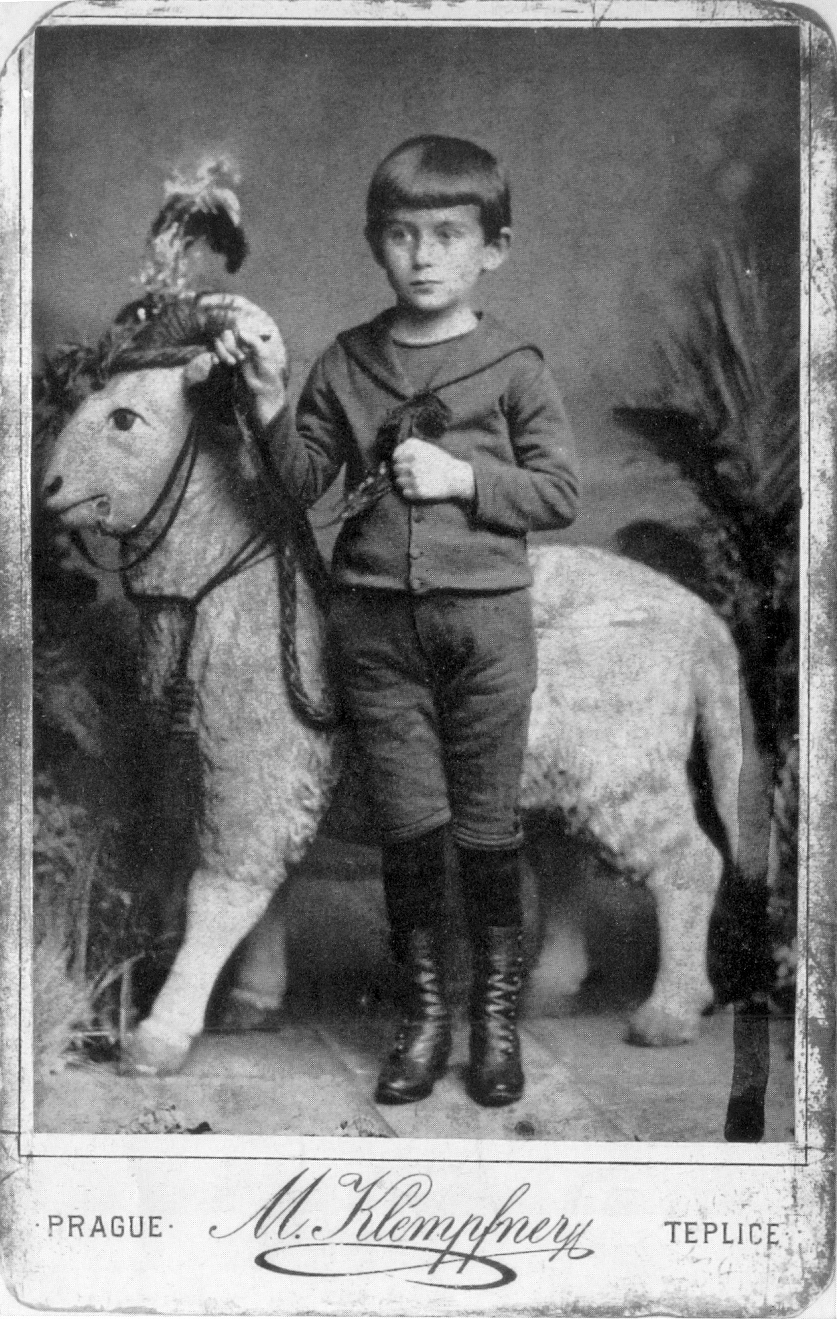
Franz Kafka im Alter von etwa fünf Jahren

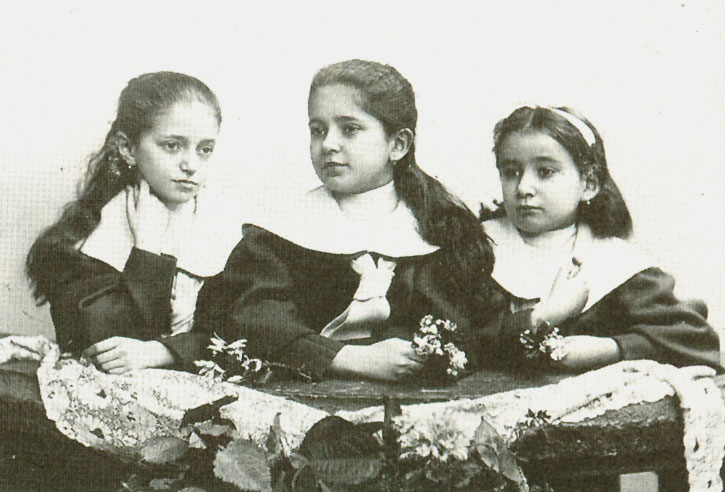
Kafkas Schwestern Valli, Elli und Ottla (v. l. n. r.)

Franz Kafkas Eltern, Hermann Kafka (1852–1931) und Julie Löwy (1856–1934), entstammten bürgerlichen jüdischen Kaufmannsfamilien. Der Familienname leitet sich vom Namen der Dohle, tschechisch kavka, polnisch kawka, ab. Der Vater kam aus dem Dorf Wosek in Südböhmen, wo er in einfachen Verhältnissen aufwuchs. Er musste als Kind die Waren seines Vaters, des Schächters Jakob Kafka (1814–1889), in umliegende Dörfer ausliefern. Später arbeitete er als reisender Vertreter, dann als selbstständiger Grossist von Galanteriewaren in Prag. Julie Kafka gehörte einer wohlhabenden Familie aus Podiebrad an, verfügte über eine umfassendere Bildung als ihr Mann und hatte Mitspracherecht in dessen Geschäft, in dem sie täglich bis zu zwölf Stunden arbeitete.
Neben den Brüdern Georg und Heinrich, die bereits als Kleinkinder starben, hatte Franz Kafka drei Schwestern, die später deportiert wurden, vermutlich in Konzentrationslager oder Ghettos, wo sich ihre Spuren verloren: Gabriele, genannt Elli (1889–1942?), Valerie, genannt Valli (1890–1942?), und Ottilie „Ottla“ Kafka (1892–1943). Da die Eltern tagsüber abwesend waren, wurden alle Geschwister im Wesentlichen von öfters wechselndem weiblichem Dienstpersonal aufgezogen.
Kafka gehörte zu dem Bevölkerungsteil Prags, dessen Muttersprache Deutsch war. Außerdem beherrschte er wie seine Eltern Tschechisch. Als Kafka geboren wurde, war Prag Teil des Habsburgerreiches in Böhmen, wo sich zahlreiche Nationalitäten, Sprachen und politische und soziale Strömungen mischten oder nebeneinander bestanden. Für Kafka, einen gebürtigen Böhmen deutscher Sprache, in Wirklichkeit weder Tscheche noch Deutscher, war es nicht leicht, eine kulturelle Identität zu finden.
Sein Verhältnis zu seiner Heimatstadt beschreibt er so: „Prag lässt nicht los. […] Dieses Mütterchen hat Krallen.“ Während sich Kafka in Briefen, Tagebüchern und Prosatexten umfangreich mit seinem Verhältnis zum Vater auseinandersetzte, stand die Beziehung zu seiner Mutter eher im Hintergrund. Allerdings gibt es gerade aus der mütterlichen Linie eine große Anzahl von Verwandten, die sich in Kafkas Figuren wiederfinden, zu nennen sind hier Junggesellen, Sonderlinge, Talmudkundige und explizit der Landarzt Onkel Siegfried Löwy, der Vorbild für die Erzählung Ein Landarzt war.

### Kindheit, Jugend und Ausbildung

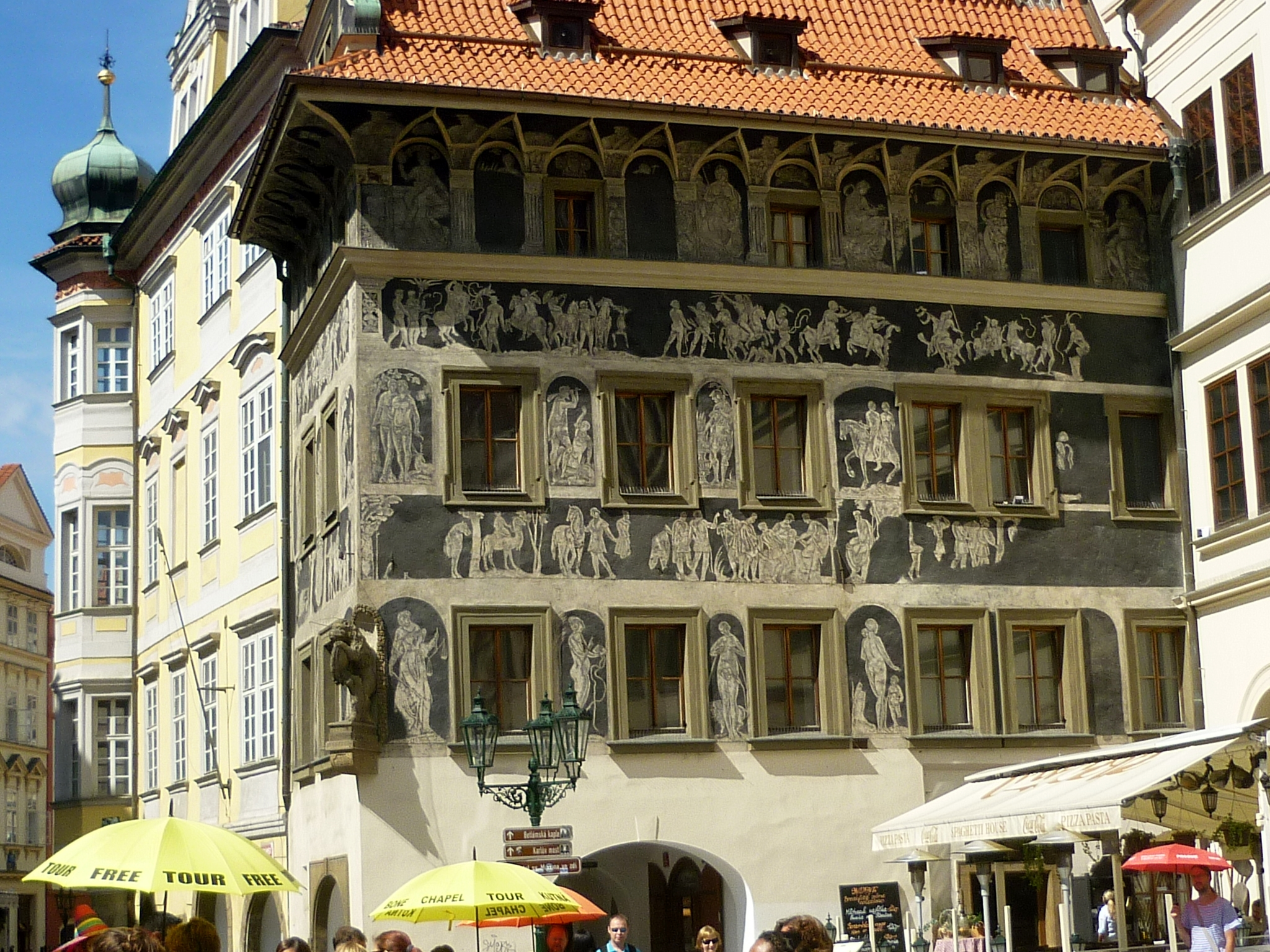
Im Haus zur Minute lebte Kafka mit seiner Familie zwischen 1889 und 1896. Seine drei Schwestern wurden hier geboren.

Von 1889 bis 1893 besuchte Kafka die Deutsche Knabenschule am Fleischmarkt in Prag. Anschließend ging er auf väterlichen Wunsch auf das deutschsprachige humanistische Staatsgymnasium in der Prager Altstadt, Palais Goltz-Kinsky, das sich im selben Gebäude wie das Galanteriegeschäft der Eltern befand. Zu seinen Freunden in der Oberschulzeit gehörten Rudolf Illowý, Hugo Bergmann, Ewald Felix Příbram, in dessen Vaters Versicherung er später arbeitete, Paul Kisch sowie Oskar Pollak, mit dem er bis in die Universitätszeit befreundet blieb.
Kafka galt als Vorzugsschüler. Dennoch war seine Schulzeit von großen Versagensängsten überschattet. Je besser seine Leistungen bewertet wurden und je höher die Klassenstufen waren, die er erreichte, umso mehr fürchtete er, eines Tages als völlig unwissend und unfähig entlarvt zu werden. Väterliche Drohungen, Warnungen der Hausangestellten, die ihn betreuten, und überfüllte Klassen lösten in ihm Angst und Verunsicherung aus.

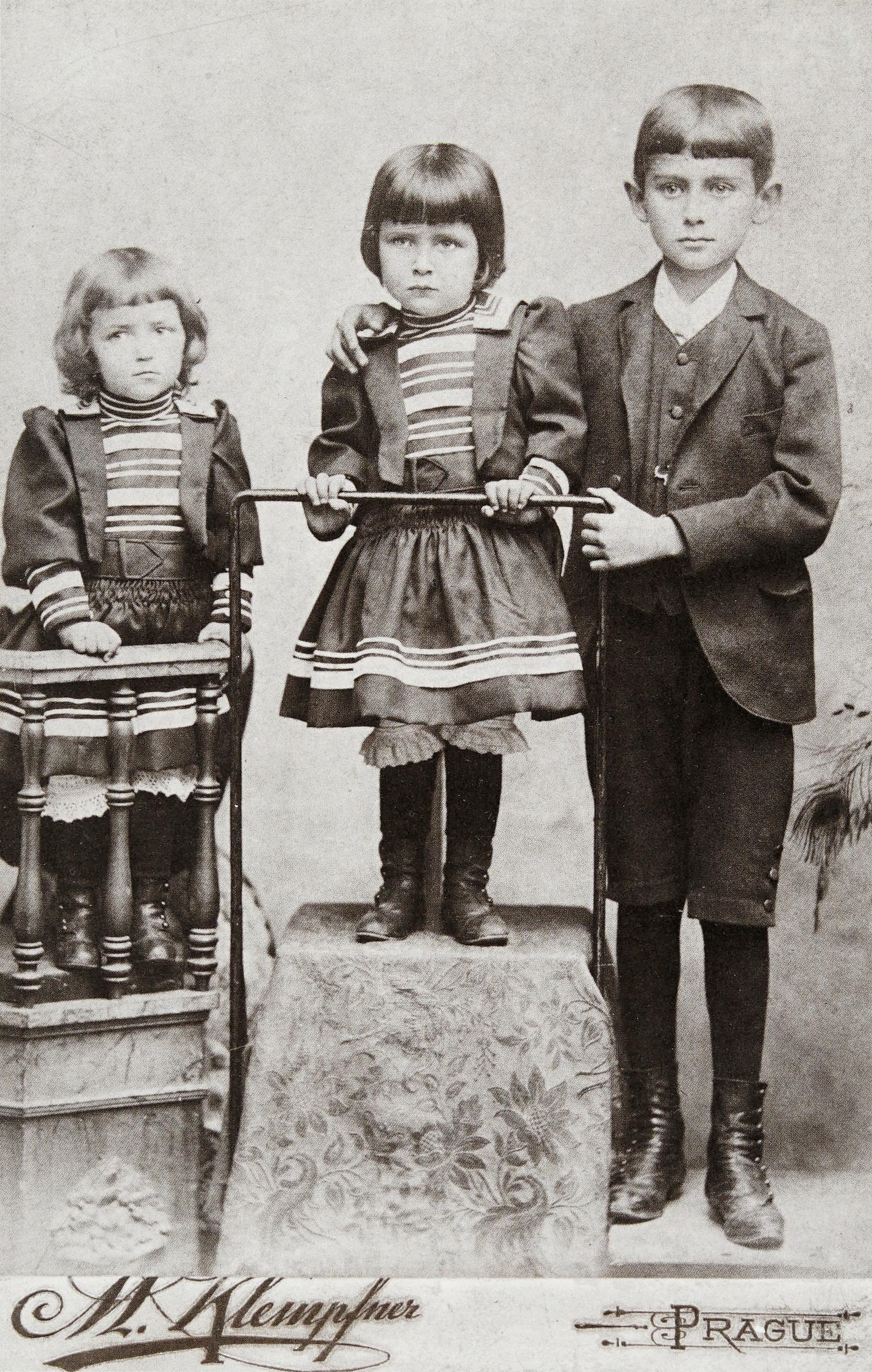
Franz Kafka mit den Schwestern Valli (links) und Elli (Mitte), circa 1893, fotografiert im Atelier Moritz Klempfner, wahrscheinlich von Pauline Klemperer

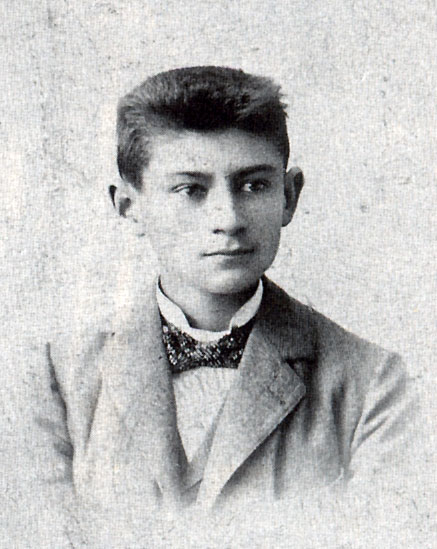
Kafka als Schüler (vor 1900)

Schon als Schüler beschäftigte sich Kafka mit Literatur. Seine frühen schriftstellerischen Versuche sind verschollen, vermutlich hat er sie vernichtet, ebenso wie die frühen Tagebücher.
1899 wandte sich der sechzehnjährige Kafka dem Sozialismus zu. Obwohl sein Freund und politischer Mentor Rudolf Illowy wegen sozialistischer Umtriebe von der Schule verwiesen wurde, blieb Kafka seiner Überzeugung treu und trug die rote Nelke am Knopfloch. Nach Bestehen der Reifeprüfung (Matura) im Jahr 1901 mit der Note „befriedigend“ verließ der 18-Jährige zum ersten Mal in seinem Leben Böhmen und reiste mit seinem Onkel Siegfried Löwy nach Norderney; auf der Rückreise übernachteten sie einmal auf Helgoland.
Sein Universitätsstudium, von 1901 bis 1906 an der Deutschen Universität Prag, begann Kafka zunächst im Fach Chemie; nach zwei Wochen wechselte er in die juristische Richtung; danach probierte er es mit einem Semester Germanistik und Kunstgeschichte. 
Im November 1901 wurde Kafka Mitglied der Lese- und Redehalle der deutschen Studenten in Prag, gleichzeitig mit Paul Kisch. In der Studentenkorporation war er im Wintersemester 1903/04 als Kunstberichterstatter, im Sommersemester 1904 als Literaturberichterstatter der literarisch-künstlerischen Abteilung (Sektionsleiter war Max Brod) tätig. Gegen Ende seines Studiums gab Kafka die Mitgliedschaft in der Halle auf, hielt aber auch danach Kontakt und besuchte deren Veranstaltungen.
Im Sommersemester 1902 hörte Kafka Anton Martys Vorlesung über Grundfragen der deskriptiven Psychologie. 1903 erwog er die Fortsetzung des Studiums in München, blieb jedoch beim Studium der Rechte in Prag. Programmgemäß schloss er dieses nach fünf Jahren mit der Promotion ab, worauf ein obligatorisches einjähriges unbezahltes Rechtspraktikum am Landes- und Strafgericht folgte.
Kafkas intensivste Freizeitbeschäftigung war von Kind an bis in die späteren Jahre das Schwimmen. In Prag waren längs des Moldauufers zahlreiche sogenannte Schwimmschulen entstanden, die Kafka häufig aufsuchte. Im Tagebucheintrag vom 2. August 1914 schreibt er: „Deutschland hat Rußland den Krieg erklärt – Nachmittag Schwimmschule.“

### Berufsleben

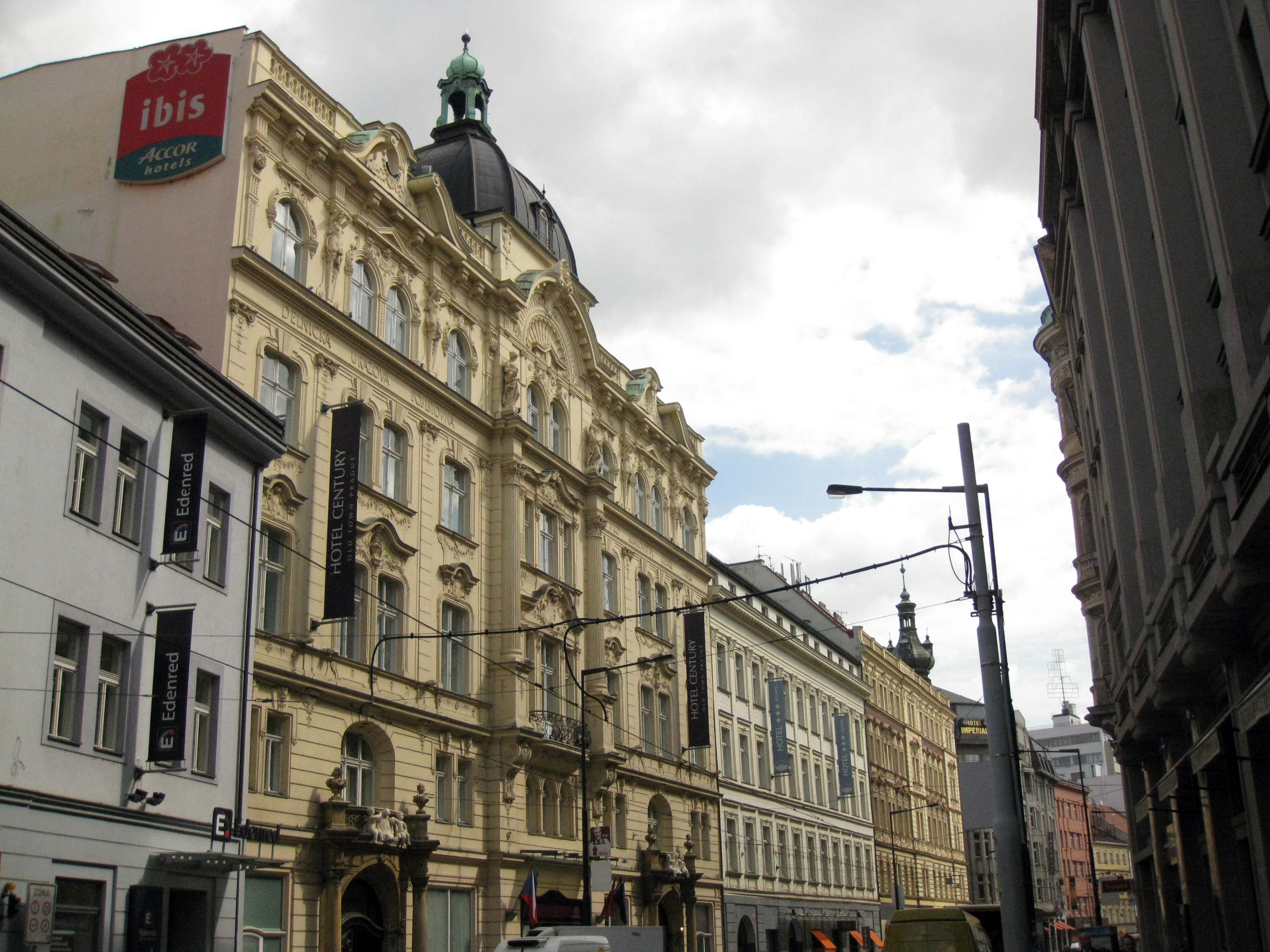
Sitz der Prager Arbeiter-Unfallversicherungs-Anstalt, bei der Kafka von 1908 bis 1922 tätig war, Na Poříčí 1075/7 (2020)

Nach einer knapp einjährigen Anstellung bei der privaten Versicherungsgesellschaft Assicurazioni Generali (Oktober 1907 bis Juli 1908) arbeitete Kafka von 1908 bis 1922 in der halbstaatlichen Arbeiter-Unfallversicherungs-Anstalt für das Königreich Böhmen in Prag (ab 1918 tschechisch: Úrazová pojišťovna dělnická pro Čechy v Praze). Seinen Dienst bezeichnete er oft als „Brotberuf“.
Kafkas Tätigkeit bedingte genaue Kenntnisse der industriellen Produktion und Technik. Der 25-Jährige machte Vorschläge zu Unfallverhütungsvorschriften. Außerhalb seines Dienstes solidarisierte er sich politisch mit der Arbeiterschaft; auf Demonstrationen, denen er als Passant beiwohnte, trug er weiterhin eine rote Nelke im Knopfloch. Anfangs arbeitete er in der Unfallabteilung, später wurde er in die versicherungstechnische Abteilung versetzt. Zu seinen Aufgaben zählte das Schreiben von Gebrauchsanleitungen und Technikdokumentationen.
Seit 1910 gehörte Kafka als Konzipist zur Betriebsabteilung, nachdem er sich durch den Besuch von Vorlesungen über „Mechanische Technologie“ an der Technischen Hochschule in Prag auf diese Position vorbereitet hatte. Kafka stellte Bescheide aus und bereitete diese vor, wenn es alle fünf Jahre galt, versicherte Betriebe in Gefahrenklassen einzuteilen. Von 1908 bis 1916 wurde er immer wieder zu kurzen Dienstreisen nach Nordböhmen geschickt; häufig war er in der Bezirkshauptmannschaft Reichenberg. Dort besichtigte er Unternehmen, referierte vor Unternehmern und nahm Gerichtstermine wahr. Als „Versicherungsschriftsteller“ verfasste er Beiträge für die jährlich erscheinenden Rechenschaftsberichte.
In Anerkennung seiner Leistungen wurde Kafka viermal befördert, 1910 zum Konzipisten, 1913 zum Vizesekretär, 1920 zum Sekretär, 1922 zum Obersekretär. Zu seinem Arbeitsleben vermerkt Kafka in einem Brief: „Über die Arbeit klage ich nicht so, wie über die Faulheit der sumpfigen Zeit“. Der „Druck“ der Bürostunden, das Starren auf die Uhr, der „alle Wirkung“ zugeschrieben wird, und die letzte Arbeitsminute als „Sprungbrett der Lustigkeit“ – so sah Kafka den Dienst. An Milena Jesenská schrieb er: „Mein Dienst ist lächerlich und kläglich leicht […] ich weiß nicht wofür ich das Geld bekomme.“

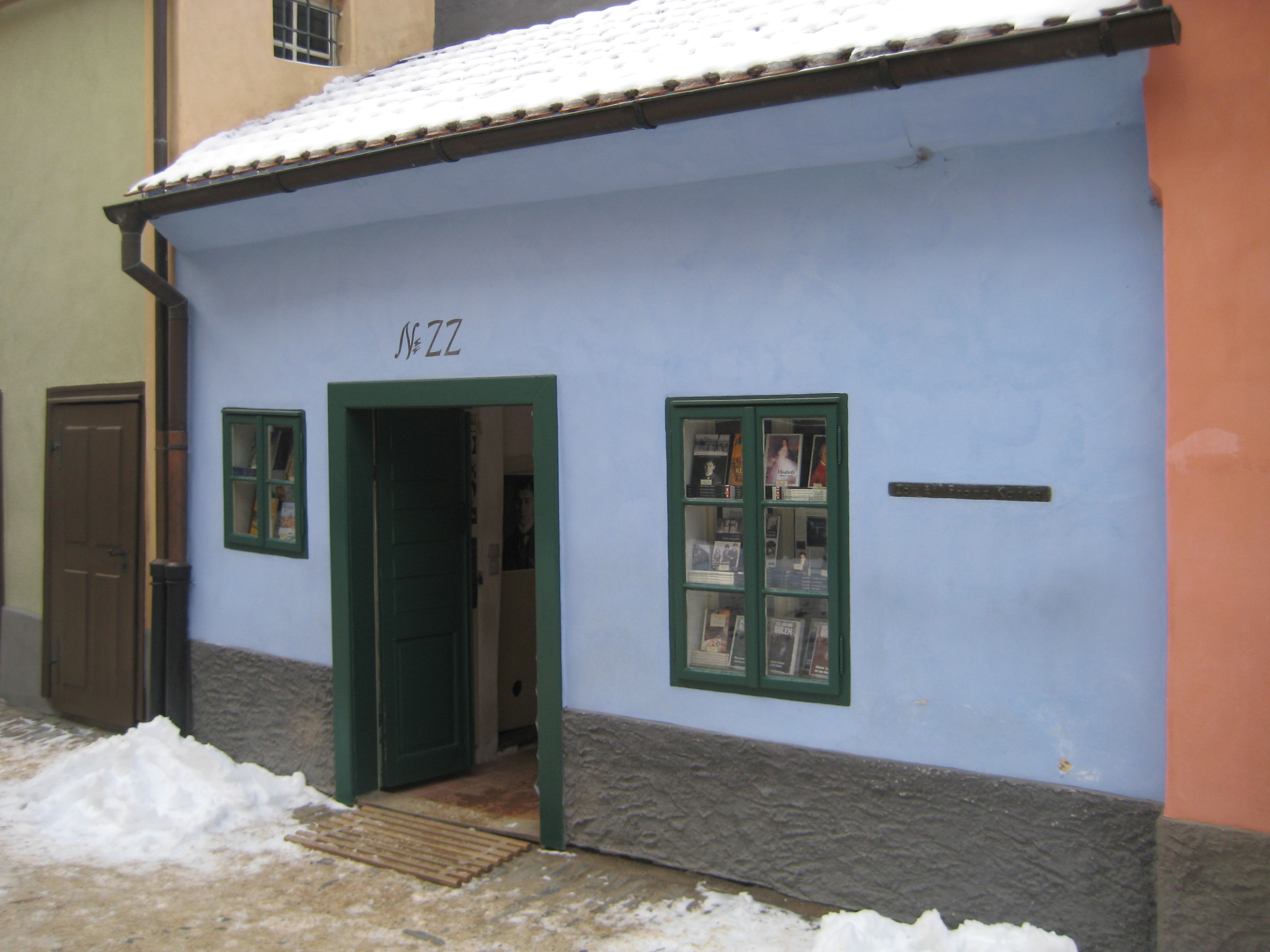
Am Goldenen Gässchen 22, tschechisch: Zlatá ulička, in Prag wohnte Kafka 1916 und 1917

Als bedrückend empfand Kafka auch sein (von der Familie erwartetes) Engagement in den elterlichen Geschäften, zu denen 1911 die Asbestfabrik des Schwagers hinzugekommen war, die nie recht florieren wollte und die Kafka zu ignorieren suchte, obwohl er sich zu ihrem stillen Teilhaber hatte machen lassen. Kafkas ruhiger und persönlicher Umgang mit den Arbeitern hob sich vom herablassenden Chefgebaren seines Vaters ab.
Der Erste Weltkrieg brachte neue Erfahrungen, als Tausende von ostjüdischen Flüchtlingen nach Prag gelangten. Im Rahmen der „Kriegerfürsorge“ kümmerte sich Kafka um die Rehabilitation und berufliche Umschulung von Schwerverwundeten. Dazu war er von seiner Versicherungsanstalt verpflichtet worden; zuvor hatte ihn diese allerdings als „unersetzliche Fachkraft“ reklamiert und damit (gegen Kafkas Intervention) vor der Front geschützt, nachdem er 1915 erstmals als militärisch „voll verwendungsfähig“ eingestuft worden war. Die Kehrseite dieser Wertschätzung erlebte Kafka zwei Jahre später, als er an Lungentuberkulose erkrankte und um Pensionierung bat: Die Anstalt sperrte sich und gab ihn erst nach fünf Jahren am 1. Juli 1922 endgültig frei.

### Vaterbeziehung

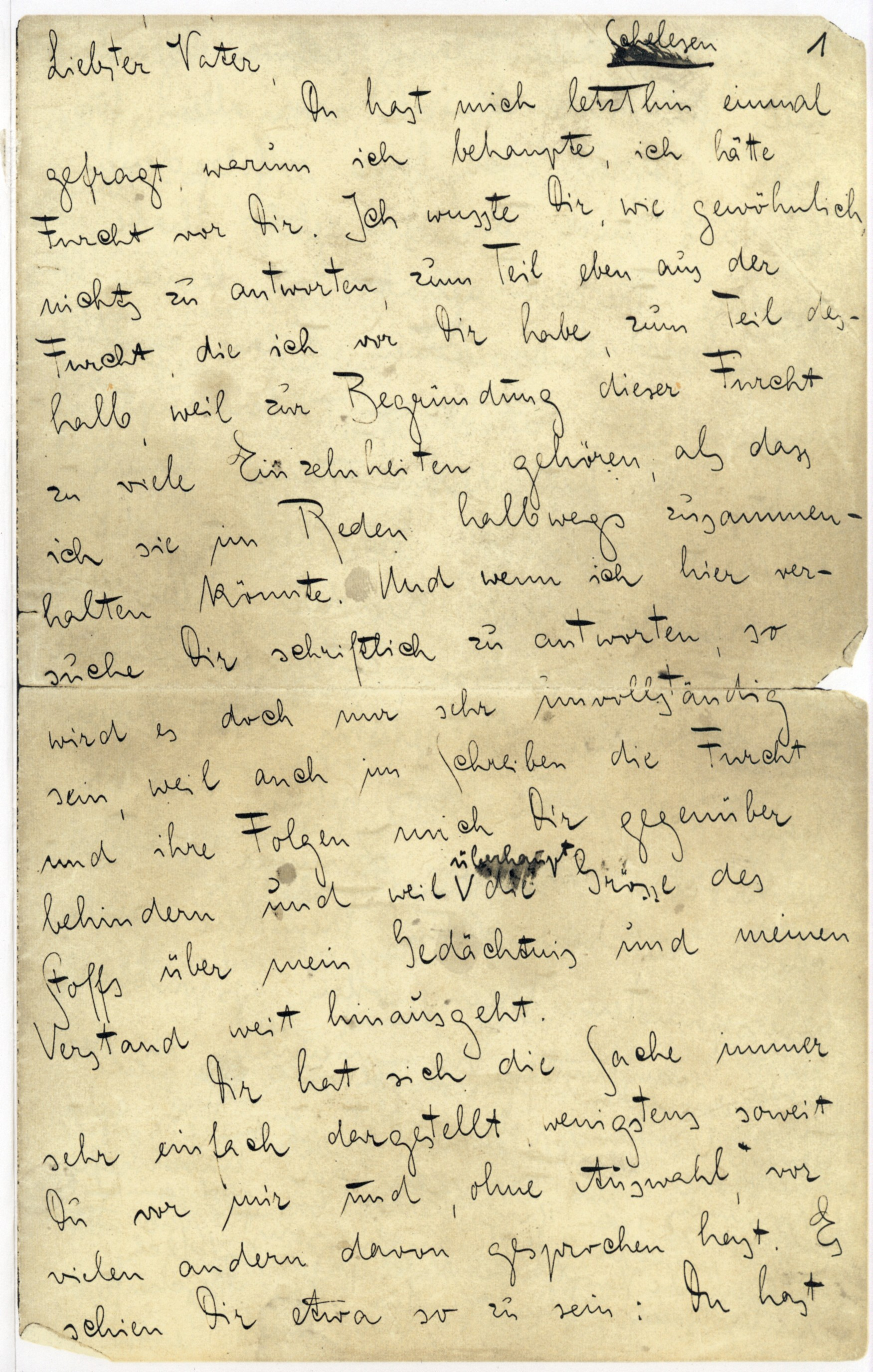
Die erste Seite von Kafkas nicht abgeschicktem handschriftlichem Brief an den Vater von 1919

Das konfliktreiche Verhältnis zu seinem Vater gehört zu den zentralen und prägenden Motiven in Kafkas Werk.
Selbst feinfühlig, zurückhaltend, ja scheu und nachdenklich, beschreibt Franz Kafka seinen Vater, der sich aus armen Verhältnissen hochgearbeitet und es kraft eigener Anstrengung zu etwas gebracht hatte, als durch und durch lebenstüchtige und zupackende, aber eben auch grobe, polternde, selbstgerechte und despotische Kaufmannsnatur. Regelmäßig beklagt Hermann Kafka in heftigen Tiraden seine eigene karge Jugend und die gut versorgte Existenz seiner Nachfahren und Angestellten, die er allein unter Mühen sicherstellt.
Die aus gebildeten Verhältnissen stammende Mutter hätte einen Gegenpol zu ihrem grobschlächtigen Mann bilden können, aber sie tolerierte dessen Werte und Urteile.
Im Brief an den Vater wirft Kafka diesem vor, eine tyrannische Macht beansprucht zu haben: „Du kannst ein Kind nur so behandeln, wie Du eben selbst geschaffen bist, mit Kraft, Lärm und Jähzorn und in diesem Fall schien Dir das auch noch überdies deshalb sehr gut geeignet, weil Du einen kräftigen mutigen Jungen in mir aufziehen wolltest.“
In Kafkas Erzählungen werden die Vaterfiguren nicht selten als mächtig und auch als ungerecht dargestellt. Die kleine Erzählung Elf Söhne aus dem Landarzt-Band zeigt einen mit all seinen Nachkommen auf unterschiedliche Weise tief unzufriedenen Vater. In der Novelle Die Verwandlung wird der zu einem Ungeziefer verwandelte Gregor von seinem Vater mit Äpfeln beworfen und dabei tödlich verletzt. In der Kurzgeschichte Das Urteil verurteilt der im Verhältnis stark und furchterregend wirkende Vater den Sohn Georg Bendemann zum „Tode des Ertrinkens“ – dieser vollzieht das in heftigen Worten Vorgebrachte in vorauseilendem Gehorsam an sich selbst, indem er von einer Brücke springt.

### Freundschaften

Franz Kafkas Zeichnungen in transition, Nr. 27 (1938)

Kafka hatte in Prag einen konstanten Kreis etwa gleichaltriger Freunde, der sich während der ersten Universitätsjahre bildete (Prager Kreis). Neben Max Brod waren dies der spätere Philosoph Felix Weltsch und die angehenden Schriftsteller Oskar Baum und Franz Werfel.
Max Brods Freundschaft war für Kafka sein ganzes Erwachsenenleben von großer Bedeutung. Brod glaubte unabänderlich an Kafkas literarisches Genie und hat ihn immer wieder zum Schreiben und Publizieren ermuntert und gedrängt. Er förderte seinen Freund, indem er die erste Buchpublikation beim jungen Leipziger Rowohlt Verlag vermittelte. Als Kafkas Nachlassverwalter verhinderte Brod gegen dessen Willen die Verbrennung seiner Romanfragmente.
Zu dem Rowohlt-Verleger Kurt Wolff entstand ein über Jahre andauerndes freundschaftliches Verhältnis. Obwohl Kafkas kleine Werke (Betrachtung, Ein Landarzt, Der Heizer) kein literarischer Erfolg für den Verlag waren,
glaubte Kurt Wolff an Kafkas besonderes Talent und regte ihn immer wieder an, ja insistierte hartnäckig, ihm Stücke zur Veröffentlichung zu überlassen.
Unter den Freunden Kafkas findet sich auch Jizchak Löwy, ein Schauspieler aus einer chassidischen Warschauer Familie, der Kafka durch seine Kompromisslosigkeit beeindruckte, mit der er seine künstlerischen Interessen gegen die Erwartungen seiner orthodox-religiösen Eltern durchsetzte. Löwy erscheint als Erzähler in Kafkas Fragment Vom jüdischen Theater und wird auch im Brief an den Vater erwähnt.
Die engste familiäre Beziehung hatte Kafka zu seiner jüngsten Schwester Ottla. Sie war es, die dem Bruder beistand, als er schwer erkrankte und dringend Hilfe und Erholung brauchte.

### Beziehungen

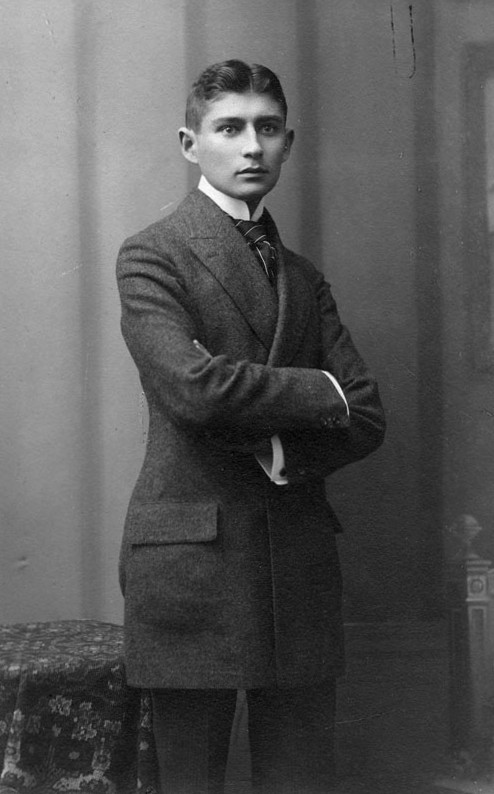
Franz Kafka etwa 23-jährig,
Foto: Atelier Jacobi, Sigismund Jacobi, um 1906

Kafka hatte ein zwiespältiges Verhältnis zu Frauen. Einerseits fühlte er sich von ihnen angezogen, andererseits floh er vor ihnen. Auf jeden seiner Eroberungsschritte folgte eine Abwehrreaktion. Kafkas Briefe und Tagebucheintragungen vermitteln den Eindruck, sein Liebesleben habe sich im Wesentlichen als postalisches Konstrukt vollzogen. Seine Produktion an Liebesbriefen steigerte sich auf bis zu täglich drei an Felice Bauer. Dass er bis zuletzt unverheiratet blieb, trug ihm die Bezeichnung „Junggeselle der Weltliteratur“ ein.
Als Ursachen für Kafkas Bindungsangst vermutet man in der Literatur neben seiner mönchischen Arbeitsweise (er stand unter dem Zwang, allein und bindungslos zu sein, um schreiben zu können) auch Impotenz (Louis Begley) und Homosexualität (Saul Friedländer), wofür sich jedoch kaum Belege finden. Dass Kafka den Frauen gefiel, sei heute kein Geheimnis mehr, schrieb der Literaturkritiker Volker Hage 2014 in einer Spiegel-Titelgeschichte über Kafka (Heft 40/2014): „Sexuelle Erfahrungen machte er reichlich, nicht nur mit käuflicher Liebe.“ Außerdem: „Anders als ein überholtes Kafka-Bild es will, war er kein lebensabgewandter Mensch.“ An anderer Stelle schreibt Hage: „Die reale Sexualität mit ihren schwer zu kontrollierenden Kräften und inneren Konflikten machte ihm offensichtlich zu schaffen, durchaus im Rahmen einer für sensible Menschen nicht ungewöhnlichen Spannung, frei von pathologischen Zügen. Kafka hat in seinen Tagebüchern und Reiseaufzeichnungen bemerkenswert unbefangen über die körperliche Seite der Liebe gesprochen.“
Kafkas erste Liebe war die 1888 in Wien geborene Maturantin Hedwig Therese Weiler. Kafka lernte sie im Sommer 1907 in Triesch bei Iglau (Mähren) kennen, wo beide Ferien bei Verwandten verbrachten. Obschon die Urlaubsbekanntschaft einen Briefwechsel nach sich zog, blieben weitere Begegnungen aus.
Felice Bauer, die aus kleinbürgerlichen jüdischen Verhältnissen stammte, und Kafka trafen einander erstmals am 13. August 1912 in der Wohnung seines Freundes Max Brod. Sie war bei der Carl Lindström AG beschäftigt, die u. a. Grammophone und sogenannte Parlographen herstellte, und stieg dort von der Stenotypistin zur leitenden Angestellten auf.
Eine Schilderung dieser ersten Begegnung zwischen Franz und Felice gibt Reiner Stach. Die Briefe an Felice umkreisen vor allem eine Frage: Heiraten oder sich in selbstgewählter Askese dem Schreiben widmen? Nach insgesamt rund dreihundert Schreiben und sechs kurzen Begegnungen kam es im Juni 1914 zur offiziellen Verlobung in Berlin – doch schon sechs Wochen darauf zur Entlobung. Sie war das Ergebnis einer folgenschweren Aussprache am 12. Juli 1914 im Berliner Hotel „Askanischer Hof“ zwischen Kafka und Felice in Anwesenheit von deren Schwester Erna und von Grete Bloch. Bei dieser Zusammenkunft wurde Kafka mit brieflichen Äußerungen konfrontiert, die er gegenüber Grete Bloch gemacht hatte und die ihn als Heiratsunwilligen bloßstellten. In seinen Tagebüchern spricht Kafka von einem „Gerichtshof im Hotel“. Der lieferte Reiner Stach zufolge die entscheidenden Bilder und Szenen für den Roman Der Process. Zwar folgte während eines gemeinsamen Aufenthalts in Marienbad im Juli 1916, bei dem beide eine engere und beglückende intime Beziehung eingingen, ein zweites Eheversprechen; doch nach dem Ausbruch von Kafkas Tuberkulose im Sommer 1917 wurde auch dieses gelöst.
Nach dem endgültigen Bruch mit Felice verlobte sich Kafka 1919 erneut, diesmal mit Julie Wohryzek, der Tochter eines Prager Schusters. Er hatte sie während eines Kur-Aufenthalts in der Pension Stüdl im 30 Kilometer von Prag entfernten Dorf Schelesen (Želízy) kennengelernt. In einem Brief an Max Brod beschreibt er sie als „eine gewöhnliche und eine erstaunliche Erscheinung. […] Besitzerin einer unerschöpflichen und unaufhaltbaren Menge der frechsten Jargonausdrücke, im ganzen sehr unwissend, mehr lustig als traurig“. Auch dieses Eheversprechen blieb unerfüllt. Im Laufe des ersten, gemeinsam verbrachten Nachkriegssommers wurde ein Hochzeitstermin festgelegt, jedoch wegen der Schwierigkeiten bei der Wohnungssuche in Prag verschoben. Im folgenden Jahr trennten sich die beiden. Ein Grund mag die Bekanntschaft zu Milena Jesenská gewesen sein, die als erste Kafkas Texte ins Tschechische übersetzte.
Die aus Prag stammende Journalistin war eine lebhafte, selbstbewusste, moderne, emanzipierte Frau von 24 Jahren. Sie lebte in Wien und befand sich in einer zerbröckelnden Ehe mit dem Prager Schriftsteller Ernst Polak. Nach ersten Briefkontakten, die während Kafkas Meraner Aufenthalts im Frühjahr 1920 besonders intensiv waren, kam es zu einem Besuch Kafkas in Wien. Voller Begeisterung berichtete der Zurückgekehrte seinem Freund Brod von dem viertägigen Beisammensein, aus dem sich eine Beziehung mit einigen Begegnungen und vor allem einem umfangreichen Briefwechsel entwickelte. Doch das Verhältnis mit Milena Jesenská nahm den gleichen Verlauf wie zuvor das mit Felice Bauer: Auf Annäherung und eingebildete Zusammengehörigkeit folgten Zweifel und Rückzug. Kafka beendete schließlich die Beziehung im November 1920, woraufhin auch der Briefwechsel abrupt abbrach. Der freundschaftliche Kontakt zwischen den beiden blieb allerdings bis zu Kafkas Tod bestehen.

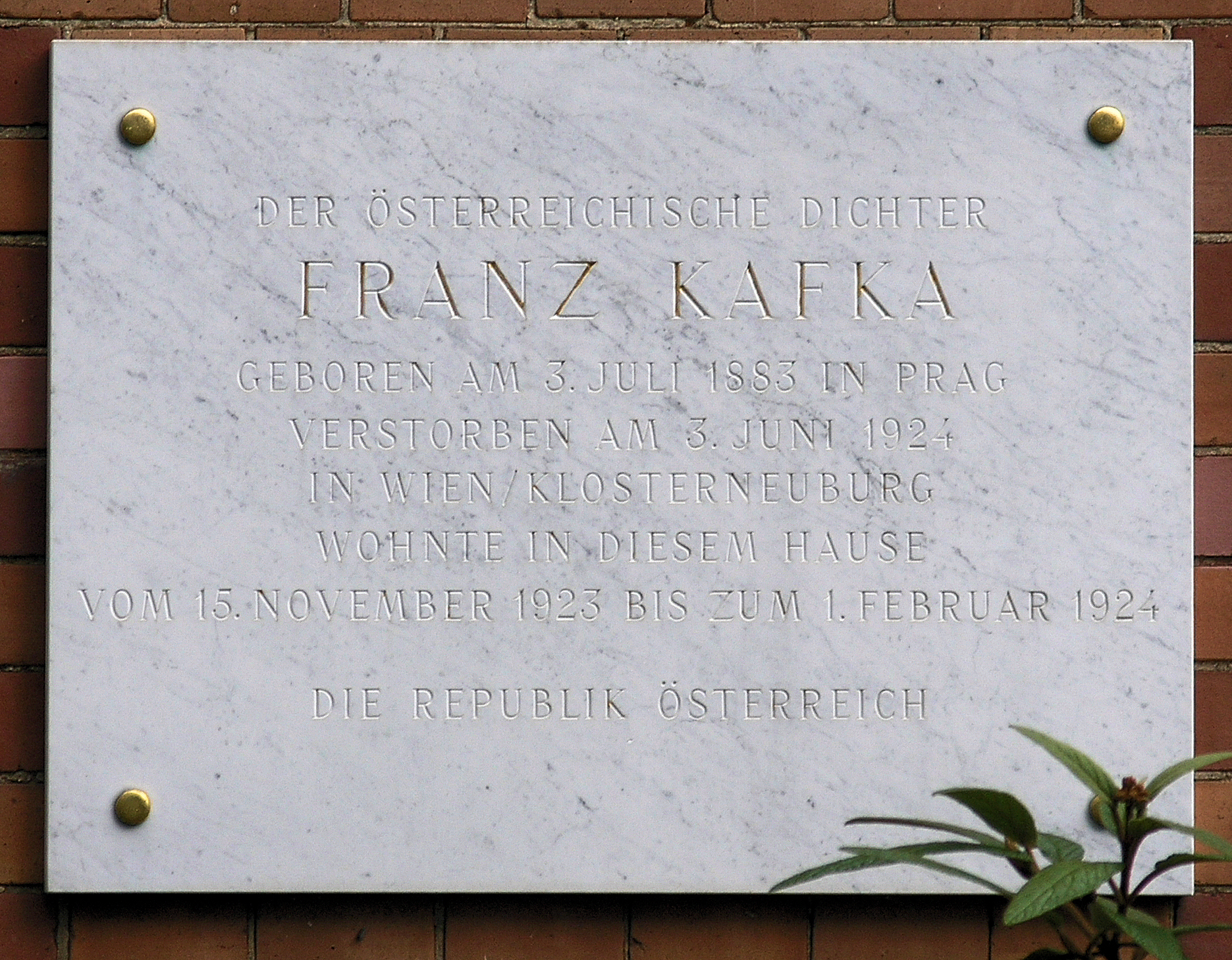
Gedenktafel am Haus Grunewaldstraße 13 in Berlin-Steglitz

Im Inflationsjahr 1923 lernte Kafka dann im Ostseeheilbad Müritz (heute Graal-Müritz), wo er sich vom 6. Juli bis zum 6. August im Haus Glückauf aufhielt, Dora Diamant kennen. Im September 1923 zogen beide nach Berlin und schmiedeten Heiratspläne, die zunächst am Widerstand von Diamants Vater und später an Kafkas Gesundheitszustand scheiterten. Er zog sich im April 1924 schwerkrank in ein kleines privates Sanatorium im Dorf Kierling bei Klosterneuburg zurück und wurde dort von der mittellosen Dora Diamant, die auf materielle Unterstützung aus dem Familien- und Bekanntenkreis Kafkas angewiesen war, bis zu seinem Tod am 3. Juni 1924 gepflegt.

### Entwicklung als Schriftsteller(Das Urteil)
In der Nacht vom 22. zum 23. September 1912 gelang es Kafka, die Erzählung Das Urteil in nur acht Stunden in einem Zuge zu Papier zu bringen. Nach späterer literaturwissenschaftlicher Ansicht hat Kafka hier mit einem Schlag thematisch und stilistisch zu sich selbst gefunden. Kafka war elektrisiert durch den noch nie so intensiv erlebten Akt des Schreibens: „Nur so kann geschrieben werden, nur in einem solchen Zusammenhang, mit solcher vollständigen Öffnung des Leibes und der Seele.“ Auch die unverminderte Wirkung der Geschichte durch mehrfaches, eigenes Vorlesen – nicht nur auf die Zuhörer, sondern auch auf ihn selbst – bestärkte ihn in dem Bewusstsein, Schriftsteller zu sein.
Das Urteil leitete Kafkas erste längere Schaffensphase ein; die zweite folgte rund zwei Jahre später. In der Zwischenzeit litt er volle eineinhalb Jahre, wie später auch, unter einer Periode der literarischen Dürre. Allein schon deshalb blieb für ihn eine Existenz als „bürgerlicher Schriftsteller“, der mit seinem Schaffen sich und eine eigene Familie ernähren kann, zeitlebens in unerreichbarer Ferne. Seine beruflichen Verpflichtungen allein können nicht der Grund dafür gewesen sein, hatte Kafka doch seine kreativen Hochphasen oft gerade in Zeiten äußerer Krisen und Verschlechterungen der allgemeinen Lebensverhältnisse (etwa im zweiten Halbjahr von 1914 durch den Kriegsausbruch). Überdies wusste Kafka mit seiner Strategie des „Manöver-Lebens“ – was hieß: vormittags Bürostunden, nachmittags Schlafen, nachts Schreiben – seinen Freiraum auch zu verteidigen.
Einer anderen gängigen These zufolge war Kafkas Leben und Schreiben nach der Entstehung des Urteils dadurch gekennzeichnet, dass er dem gewöhnlichen Leben entsagte, um sich ganz dem Schreiben zu widmen. Die Annahme einer solchen stilisierten Opferung des Lebens findet in seinen Tagebüchern und Briefen reichlich Material.
Anders als beim Urteil gestaltete sich das spätere Schreiben häufig quälend und stockend; das geht aus folgender Tagebuchaufzeichnung hervor:

„Kein Wort fast, das ich schreibe, passt zum anderen, ich höre, wie sich die Konsonanten blechern aneinanderreihen und die Vokale singen dazu wie Ausstellungsneger. Meine Zweifel stehen um jedes Wort im Kreis herum, ich sehe sie früher als das Wort, aber was denn! Ich sehe das Wort überhaupt nicht, das erfinde ich.“

### Judentum und Palästina-Frage
Durch Kafkas Bekanntenkreis und vornehmlich durch Max Brods Engagement für den Zionismus wurde die Kafka-Forschung häufig mit der Frage nach dem Verhältnis des Schriftstellers zum Judentum und mit den Kontroversen über die Assimilation der westlichen Juden konfrontiert. Im Brief an den Vater beklagt sich Kafka einerseits in einer längeren Passage über das „Nichts an Judentum“, das ihm in seiner Jugend eingetrichtert wurde, gibt aber gleichzeitig seiner Bewunderung für den jiddischen Schauspieler Jizchak Löwy Ausdruck. Seine Sympathie für die ostjüdische Kultur ist mehrfach dokumentiert. Laut Egon Erwin Kisch fand Kafka in den Volkserzählungen der Chassidim, „vielleicht zum ersten Mal in seinem Leben, eine gewisse Harmonie“. Als Schriftsteller belegte er alles „explizit Jüdische […] mit einem Tabu: der Begriff kommt in seinem literarischen Werk nicht vor“. Gleichwohl interpretiert sein Biograph Reiner Stach die Lufthunde in Kafkas Parabel Forschungen eines Hundes als das jüdische Volk in der Diaspora.
Ein bezeichnendes Bild auf seine brüchige religiöse und individuelle Selbsteinschätzung zeigt ein Tagebucheintrag vom 8. Januar 1914: „Was habe ich mit Juden gemeinsam? Ich habe kaum etwas mit mir gemeinsam und sollte mich ganz still, zufrieden damit dass ich atmen kann in einen Winkel stellen“.
Zeitweise war Kafka entschlossen, nach Palästina auszuwandern, und er lernte intensiv Hebräisch. Sein sich verschlechternder Gesundheitszustand hinderte ihn an der 1923 ernsthaft geplanten Übersiedlung. Reiner Stach resümiert: „Palästina blieb ein Traum, den sein Körper schließlich zunichte machte.“

### Krankheit und Tod

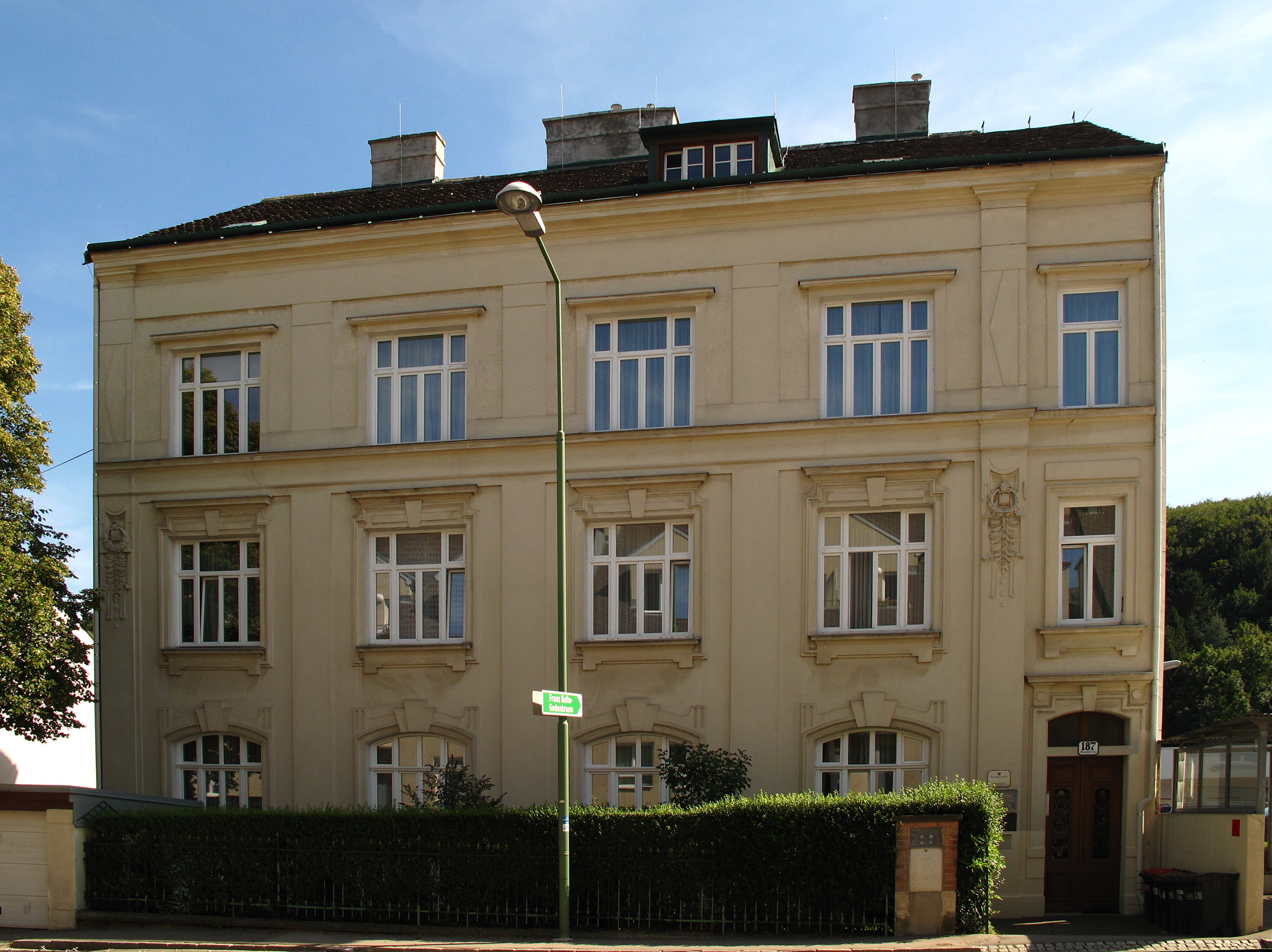
Sterbehaus in Kierling

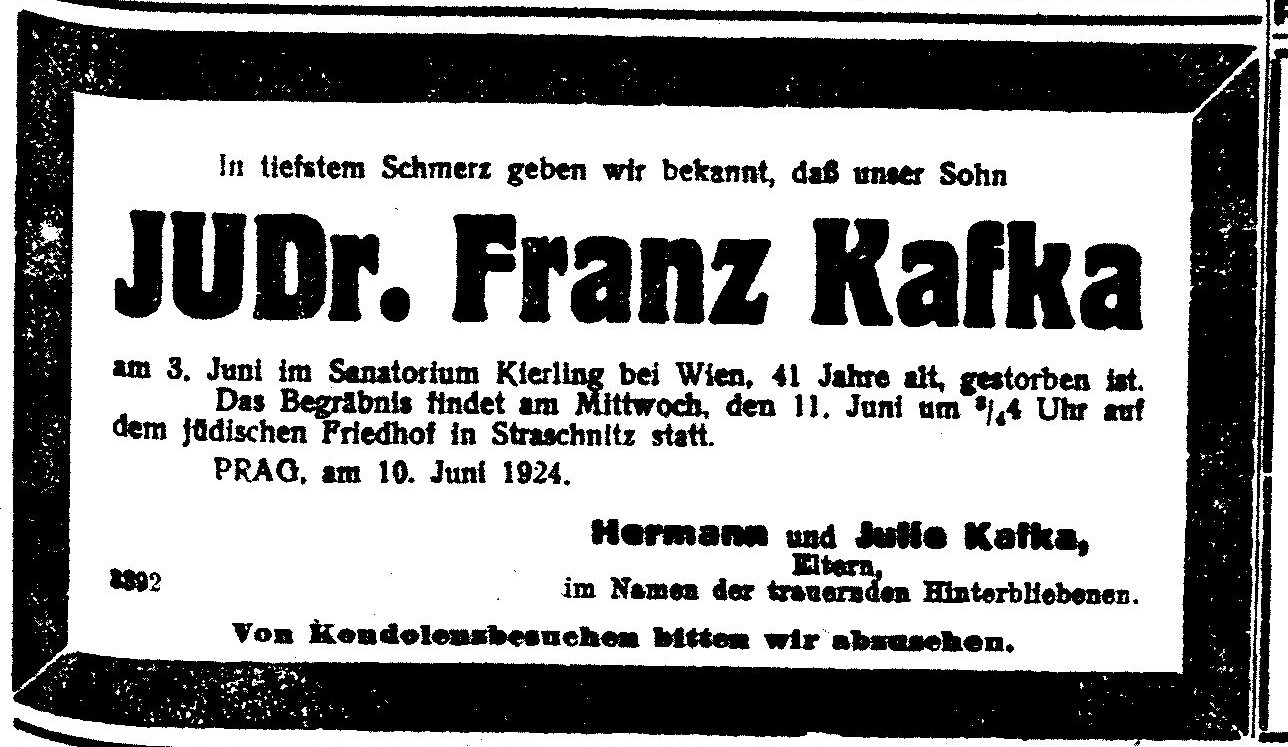
Todesanzeige der Eltern

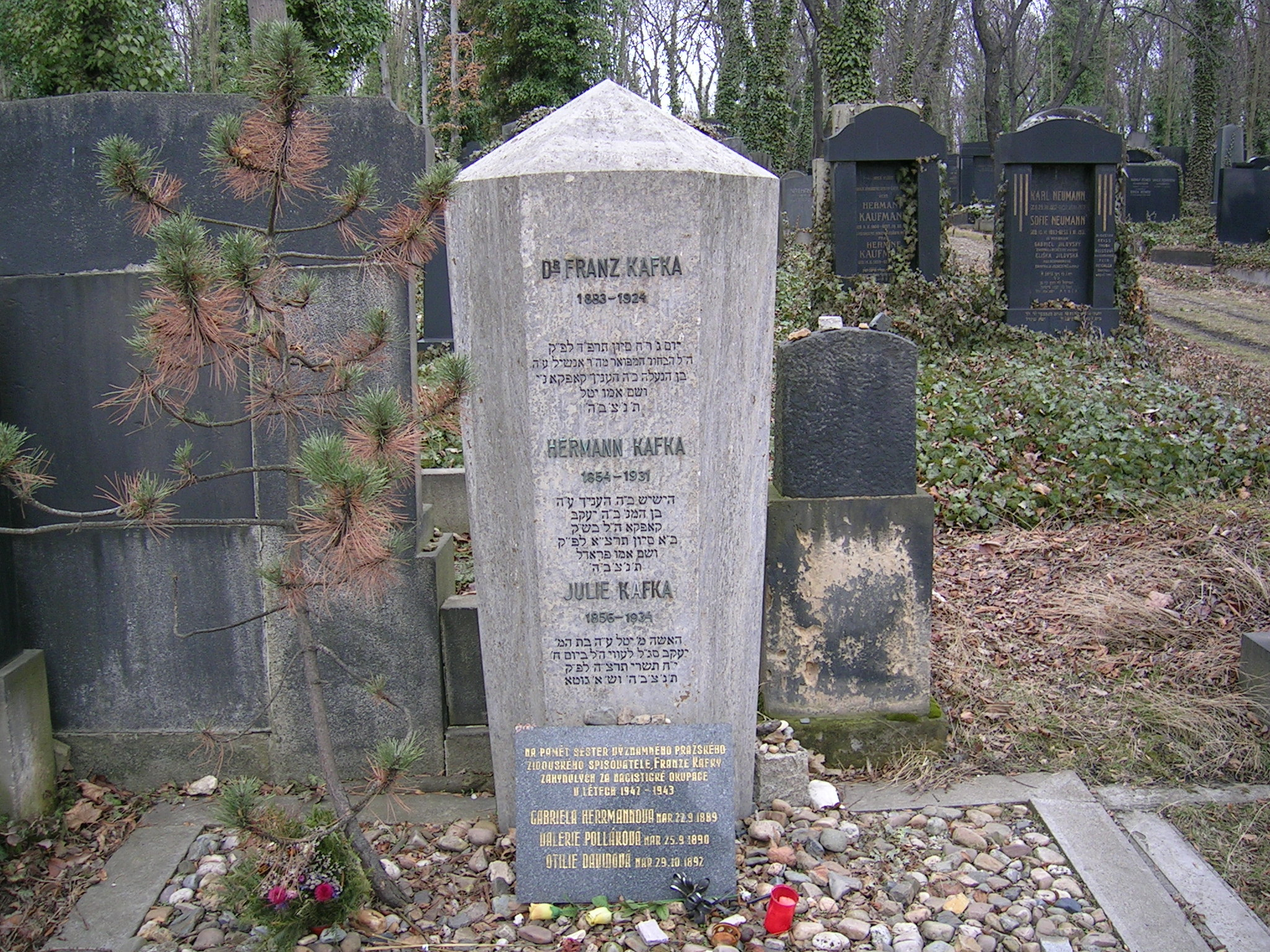
Familiengrab auf dem Neuen jüdischen Friedhof in Prag-Žižkov

Im August 1917 erlitt Franz Kafka einen nächtlichen Blutsturz. Es wurde eine Lungentuberkulose festgestellt; eine Erkrankung, die zur damaligen Zeit nicht heilbar war. Die Symptome besserten sich zunächst wieder, doch im Herbst 1918 erkrankte er an der Spanischen Grippe, die eine mehrwöchige Lungenentzündung nach sich zog. Danach verschlechterte sich Kafkas Gesundheitszustand von Jahr zu Jahr, trotz zahlreicher langer Kuraufenthalte, u. a. in Schelesen (heute Tschechien), Tatranské Matliare (heute Slowakei), Riva del Garda (Trentino im Sanatorium Dr. von Hartungen), Meran (1920) und Graal-Müritz (1923). Während seines Aufenthaltes in Berlin 1923/24 griff die Tuberkulose auch auf den Kehlkopf über, Kafka verlor allmählich sein Sprechvermögen und konnte nur noch unter Schmerzen Nahrung und Flüssigkeit zu sich nehmen. Nach kurzen Aufenthalten im Sanatorium Wienerwald (wo im April 1924 von Dr. Hugo Kraus, einem Familienfreund und Leiter der Lungenheilanstalt, definitiv Kehlkopftuberkulose diagnostiziert wurde) und in der Klinik des renommierten Laryngologen Dr. Markus Hajek in Wien (Lazarettgasse) kam er ins Sanatorium Hoffmann in Kierling bei Klosterneuburg. Vermutlich war Dora Diamant durch eine Werbepostkarte, wie sie damals in Zentren der Krankenbehandlung auflagen, auf das kleine Sanatorium aufmerksam geworden, in dem sie selbst ein Zimmer mieten konnte, um Franz Kafka zu betreuen. Kafka, sie und der mit Kafka befreundete Medizinstudent Robert Klopstock, der in Kafkas letzten Tagen auch vor Ort war, bezeichneten sich selbst als „die kleine Familie“. Allen Beteiligten war klar, dass Kafka bald sterben würde. Wegen der fortgeschrittenen Auszehrung konnte nur noch versucht werden, die Symptome zu lindern; ein operativer Eingriff war wegen des schlechten Allgemeinzustands nicht mehr möglich. In den Briefen an Kafkas Eltern wurde sein Zustand allerdings bewusst beschönigt. Am 3. Juni 1924 starb Franz Kafka im Sanatorium Hoffmann im Alter von 40 Jahren. Als offizielle Todesursache wurde Herzversagen festgestellt.
Begraben wurde Franz Kafka am 11. Juni 1924 auf dem Neuen Jüdischen Friedhof in Prag-Žižkov. Der schlanke Grabstein von Franz Kafka und seinen Eltern mit Inschriften in hebräischer Sprache befindet sich rechts vom Eingang, etwa 200 Meter vom Pförtnerhaus entfernt. Auf einer besonderen Tafel wird der drei im Holocaust ermordeten Schwestern von Franz Kafka gedacht. An der dem Grab gegenüber liegenden Friedhofswand erinnert eine Gedenktafel in tschechischer Sprache an Max Brod. Am 19. Juni 1924 fand eine Trauerfeier des Deutschen literarisch-künstlerischen Vereins statt, auf der Johannes Urzidil und Max Brod Ansprachen hielten.

### Zur Frage der Nationalität
Kafka verbrachte den Hauptteil seines Lebens in Prag, das bis zum Ende des Ersten Weltkrieges im Jahr 1918 zum Vielvölkerstaat der k.u.k. Monarchie Österreich-Ungarn gehörte und dann Hauptstadt der neu gegründeten Tschechoslowakei wurde. Der Schriftsteller selbst bezeichnete sich in einem Brief als deutschen Muttersprachler („Deutsch ist meine Muttersprache, aber das Tschechische geht mir zu Herzen“). Die deutschsprachige Bevölkerung in Prag, die etwa sieben Prozent ausmachte, lebte in einer „inselhaften Abgeschlossenheit“ mit ihrer auch als „Pragerdeutsch“ bezeichneten Sprache. Diese Isoliertheit meinte Kafka auch, wenn er im selben Brief schrieb: „Ich habe niemals unter deutschem Volk gelebt.“ Zudem gehörte er der jüdischen Minderheit an. Schon in der Schule gab es heftige Auseinandersetzungen zwischen tschechisch- und deutschsprachigen Pragern. Das politische Deutsche Reich blieb für Kafka – etwa während des Ersten Weltkriegs – weit entfernt und fand keinen Niederschlag in seinem Werk. Auch Belege für die Selbstsicht einer österreichischen Nationalität lassen sich nicht finden. Ebenso wenig hatte Kafka einen Bezug zur 1918 gegründeten Tschechoslowakei. Im Unterschied zu seinen deutschböhmischen Vorgesetzten behielt Kafka aufgrund seiner Kenntnis der tschechischen Sprache und seiner politischen Zurückhaltung nach 1918 seine Stellung in der Arbeiter-Versicherungs-Anstalt und wurde sogar befördert. Im amtlichen Schriftverkehr in tschechischer Sprache verwendete er seitdem auch die tschechische Namensform František Kafka, soweit er den Vornamen nicht, wie meist, abkürzte.
Das Milieu, in dem Kafka aufwuchs, jenes der assimilierten Westjuden, war betont kaisertreu, weswegen Patriotismus unhinterfragt akzeptiert wurde. Kafka nahm selbst an einer patriotischen Veranstaltung zu Beginn des Ersten Weltkrieges teil und kommentierte diese: „Es war herrlich“. Dabei bezog er sich auf „die Größe des patriotischen Massenerlebnisses“, „die ihn überwältigt habe“. In dieses Bild passt auch, dass er erhebliche Summen an Kriegsanleihen zeichnete. Nach dem Zusammenbruch der Habsburger Monarchie verstärkten sich die vorher schon kaum verhüllten antideutschen und antisemitischen Ressentiments in der Prager Mehrheitsbevölkerung, und auch Kafka nahm diese wahr und zum Anlass, eigene Migrationspläne zu konkretisieren, ohne dadurch jedoch den zionistischen Ideologen aus seiner Umgebung (z. B. Max Brod) näherzukommen: „Die ganzen Nachmittage bin ich jetzt auf den Gassen und bade im Judenhass. Prašivé plemeno [räudige Brut] habe ich jetzt einmal die Juden nennen hören. Ist es nicht das Selbstverständliche, dass man von dort weggeht, wo man so gehasst wird (Zionismus oder Volksgefühl ist dafür gar nicht nötig)?“

### Mutmaßungen über Kafkas sexuelle Orientierungen

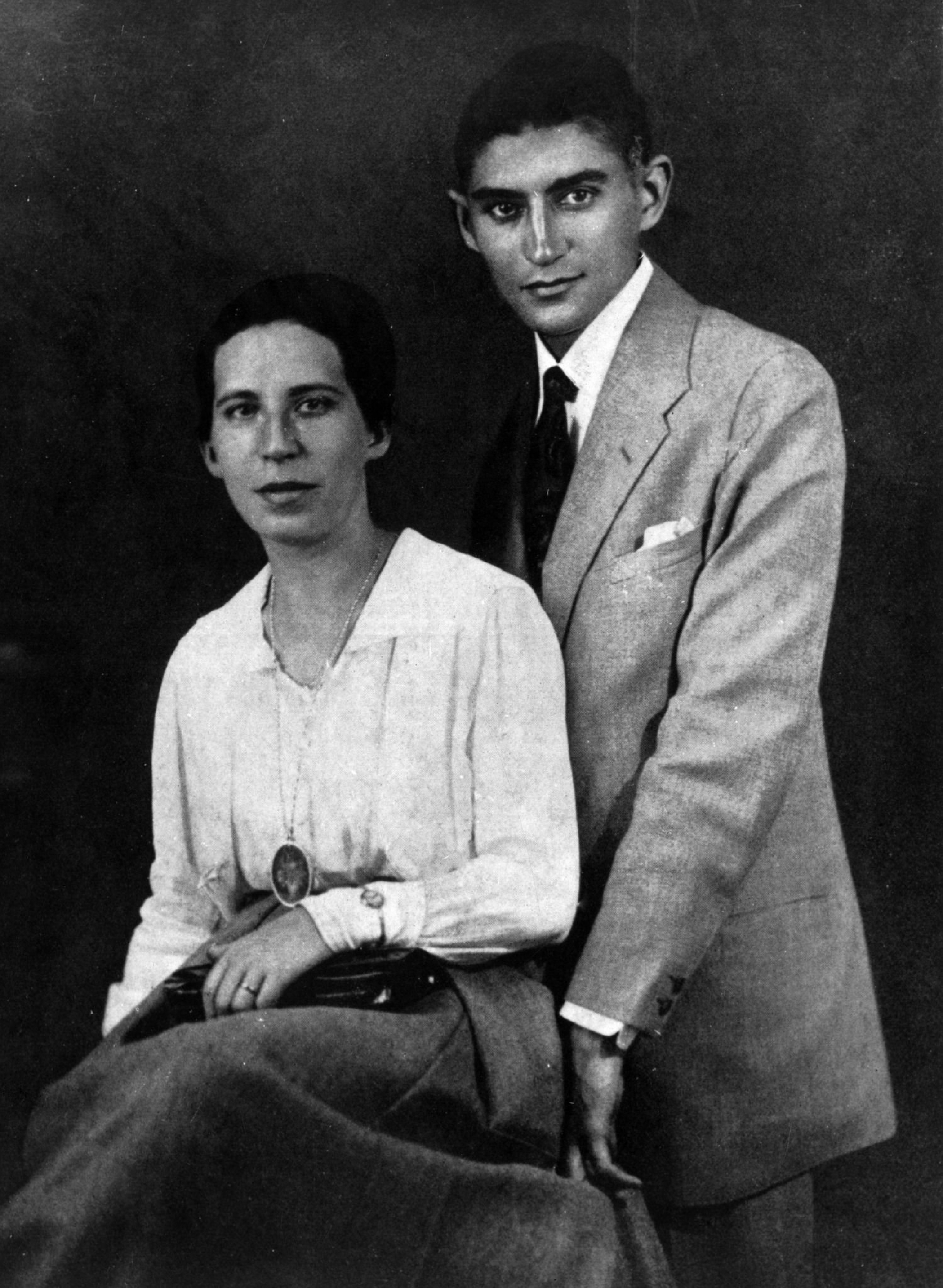
Felice Bauer mit Franz Kafka (1917)

Eine Aussage Kafkas aus seinen Tagebüchern lautet:
„Der Coitus als Bestrafung des Glückes des Beisammenseins. Möglichst asketisch leben, asketischer als ein Junggeselle, das ist die einzige Möglichkeit für mich, die Ehe zu ertragen. Aber sie?“ Sexuelle Begegnungen mit seinen Freundinnen Felice Bauer und Milena Jesenka scheinen für ihn beängstigend gewesen zu sein. Andererseits sind Kafkas Besuche in Bordellen bekannt. Gleichzeitig war Kafka ein Mann mit vielfältigen platonischen Beziehungen zu Frauen in Gesprächen und Briefen, insbesondere bei seinen Kuraufenthalten.
In Tagebüchern, Briefen und in seinen Werken werden Frauen häufig unvorteilhaft beschrieben. Zu nennen ist hier seine ungewöhnliche Sicht auf das Verhältnis zwischen Männern und Frauen. Die Frauen sind stark, körperlich überlegen, zum Teil gewalttätig. Im Verschollenen erscheinen das Dienstmädchen, das Karl Rossmann regelrecht vergewaltigt, oder die Fabrikantentochter Klara, die ihm einen ungleichen Kampf aufzwingt, oder die monströse Sängerin Brunelda, zu deren Dienst er gezwungen wird. Die Frauen im Schloss sind überwiegend stark und grobschlächtig (mit Ausnahme der zarten, aber eigenwilligen Frieda).
Männliche Figuren aber werden mehrfach als schön oder reizend beschrieben. Karl Rossmann, der Verschollene, der schöne Knabe, oder im Schloss der schöne, fast androgyne Bote Barnabas und der reizende Junge Hans Brunswick, der K. helfen will.
Homoerotische Ansätze
In Tagebucheinträgen Kafkas werden seine Freundschaften zu Oskar Pollak, Franz Werfel und Robert Klopstock mit schwärmerischen, homoerotischen Anklängen thematisiert.
In seinem Werk treten homoerotische Anspielungen unverhüllt deutlich hervor. Bereits in einer seiner frühen größeren Erzählungen Beschreibung eines Kampfes, als der Erzähler und ein Bekannter auf einem Hügel ein phantastisches Gespräch über ihre gegenseitige Beziehung und sich daraus ergebende Verwundungen führen. Karl Rossmann im Verschollenen entwickelt zu dem Heizer, den er eben auf dem Schiff kennengelernt hat, eine kaum verständliche Anhänglichkeit. Der Heizer hatte ihn in sein Bett eingeladen. Beim Abschied zweifelt er, dass sein Onkel ihm jemals diesen Heizer würde ersetzen können.
Im Schloss dringt K. ins Zimmer des Beamten Bürgel vor. In seiner Ermüdung legt er sich zum Beamten ins Bett, wird auch von diesem willkommen geheißen. Während seines Schlafes träumt er von einem Sekretär als nacktem Gott.
Sadomasochistische Phantasien
In einem Brief an Milena Jesenská im November 1920 schreibt er: „Ja das Foltern ist mir äußerst wichtig, ich beschäftige mich mit nichts anderem als mit Gefoltert-werden und Foltern.“
Im Tagebuch vom 4. Mai 1913 notiert er:

„Immerfort die Vorstellung eines breiten Selchermesser, das eiligst und mit mechanischer Regelmäßigkeit von der Seite her in mich hineinfährt und ganz dünne Querschnitte losschneidet, die bei der schnellen Arbeit fast eingerollt davonfliegen“

Bereits in der Verwandlung erscheint ein sadomasochistisches Moment. Der in ein riesiges Ungeziefer verwandelte Gregor Samsa kämpft um das Bild einer Frau mit Pelz, die an die Novelle Venus im Pelz von Sacher-Masoch denken lässt. Deren männlicher Protagonist trägt als Sklave seiner Geliebten ebenfalls den Namen Gregor.
In der Strafkolonie ist das Foltern mit Hilfe eines „eigentümlichen Apparates“ das Hauptthema. Dabei kommt es zu einer Verschiebung zwischen Opfer (nackter Verurteilter) und Täter (Offizier). Der Offizier glaubt zunächst an die kathartische Wirkung der Folterung durch die ausgefeilte Maschine, die er dem Reisenden vorführt. In seiner Ergriffenheit umarmt der Offizier den Reisenden und legt seinen Kopf auf dessen Schulter. Aber der Reisende ist von dieser Art Rechtsprechung durch Folter in keiner Weise zu überzeugen und bewirkt so einen Urteilsspruch über die Maschine, der der Offizier sich freiwillig unterwirft, indem er sich selbst unter die arbeitende Maschine legt. Aber der Offizier erkennt keine eigene Schuld.
Die Prügler-Szene im Prozess ist eine ausgesprochene Sado-Maso-Inszenierung. Da sind zwei Wächter, die wegen K. gefehlt haben. Sie sollen nackt von einem halbnackten Prügler in schwarzer Lederkleidung mit einer Rute geprügelt werden. Diese Prozedur dauert offensichtlich über zwei Tage an.
Auch die kleinen Erzählungen wie Der Geier und Die Brücke enthalten quälende, blutrünstige Darstellungen.

## Einflüsse

### Aus der Literatur, Philosophie, Psychologie und Religion
Kafka sah in Grillparzer, Kleist, Flaubert und Dostojewski seine literarischen „Blutsbrüder“. Unverkennbar ist etwa der Einfluss von Dostojewskis Roman Aufzeichnungen aus dem Kellerloch, der viele Eigenheiten von Kafkas Werk, aber auch zum Beispiel den Gedanken der Verwandlung des Menschen in ein Insekt in der Erzählung Die Verwandlung vorwegnimmt.
Nabokov zufolge übte Flaubert den größten stilistischen Einfluss auf Kafka aus; wie dieser habe Kafka wohlgefällige Prosa verabscheut, stattdessen habe er die Sprache als Werkzeug benutzt: „Gern entnahm er seine Begriffe dem Wortschatz der Juristen und Naturwissenschaftler und verlieh ihnen eine gewisse ironische Genauigkeit, ein Verfahren, mit dem auch Flaubert eine einzigartige dichterische Wirkung erzielt hatte.“
Als Maturant (Abiturient) beschäftigte sich Kafka intensiv mit Nietzsche. Besonders Also sprach Zarathustra scheint ihn gefesselt zu haben.
Zu Kierkegaard schreibt Kafka in seinem Tagebuch: „Er bestätigt mich wie ein Freund.“
Sigmund Freuds Theorien zum ödipalen Konflikt und zur Paranoia dürften Kafka zwar zeitbedingt zu Ohren gekommen sein, er scheint sich aber für diese Themen nicht interessiert zu haben.
Kafka hat sich durch umfangreiche Lektüre intensiv mit der jüdischen Religion auseinandergesetzt. Besonders interessierten ihn religiöse Sagen, Geschichten und Handlungsanleitungen, die ursprünglich mündlich überliefert wurden. Persönlicher Kontakt bestand zu dem jüdischen Religionsphilosophen Martin Buber.
In enger Beziehung stand Kafka jedoch auch mit der in Prag präsenten Philosophie von Franz Brentano, über dessen Theorien er gemeinsam mit seinen Freunden Max Brod und Felix Weltsch an der Karls-Universität Vorlesungen von Anton Marty und Christian von Ehrenfels hörte. Die von den Brentanisten entwickelte empirische Psychologie prägte mit ihren Fragestellungen die Poetik des jungen Kafka nachhaltig.

### Aus dem Kino, dem jiddischen Theater und aus Vergnügungseinrichtungen
In einem Brief vom Dezember 1908 äußert Kafka: „[…] wie könnten wir uns sonst am Leben erhalten für den Kinematographen“. Er schreibt 1919 an seine zweite Verlobte Julie Wohryzek, er sei „verliebt in das Kino“. Kafka war aber offensichtlich weniger beeindruckt von Filmhandlungen (entsprechende Äußerungen fehlen in seinen Schriften); vielmehr geben seine Texte selbst eine filmtechnische Sichtweise wieder. Sein Erzählen entwickelt seinen besonderen Charakter durch die Verarbeitung filmischer Bewegungsmuster und Sujets. Es lebt aus den grotesken Bildfolgen und Übertreibungen des frühen Kinos, die literarisch verdichtet hier sprachlich auftreten. Der Film ist in Kafkas Geschichten allgegenwärtig: im Rhythmus des großstädtischen Verkehrs, in Verfolgungsjagden und Doppelgänger-Szenen und in Gebärden der Angst. Diese Elemente sind besonders im Romanfragment Der Verschollene zu finden.
Auch in den deftigen Vorführungen des jiddischen Theaters aus Lemberg, die Kafka oft besuchte und mit dessen Mitgliedern er befreundet war, waren viele der genannten Elemente enthalten; Kafka hatte hier einen starken Eindruck von Authentizität. Von Kafkas Interesse an jiddischer Sprache und Kultur in Osteuropa zeugen zwei kleine Werke aus dem Nachlass, nämlich Vom jüdischen Theater und Einleitungsvortrag über Jargon.
Bis ca. 1912 hat Kafka auch rege am Nachtleben mit Kleinkunstdarbietungen teilgenommen. Hierzu gehörten Besuche in Cabarets, Bordellen, Varietés u. ä. Eine Reihe seiner späten Erzählungen sind in diesem Milieu angesiedelt; siehe Erstes Leid, Ein Bericht für eine Akademie, Ein Hungerkünstler, Josefine, die Sängerin oder Das Volk der Mäuse.

## Werke und Einordnung

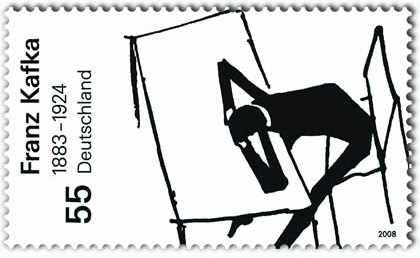
Die Deutsche Post AG gab 2008 zu seinem 125. Geburtstag eine Briefmarke mit einer Zeichnung Kafkas heraus

Franz Kafka kann als Vertreter der literarischen Moderne gesehen werden. Er steht neben Schriftstellern wie Rilke, Joyce oder Döblin.

### Die Romanfragmente
Wie in einem Albtraum bewegen sich Kafkas Protagonisten durch ein Labyrinth undurchsichtiger Verhältnisse und sind anonymen Mächten ausgeliefert. Die Literaturkritik spricht von einer „Traumlogik“. Die Gerichtsgebäude in Der Process bestehen aus einem weit verzweigten Gewirr unübersichtlicher Räume, und auch in Der Verschollene (von Brod unter dem Titel Amerika veröffentlicht) sind die seltsam unverbundenen Schauplätze – unter anderem ein Schiff, ein Hotel, das „Naturtheater von Oklahoma“ sowie die Wohnung des Onkels von Karl Roßmann, dem Helden – gigantisch und unüberschaubar.
Insbesondere bleiben auch die Beziehungen der handelnden Personen ungeklärt. Im Schloss erzeugt Kafka Zweifel an der Stellung des Protagonisten K. als „Landvermesser“ und dem Inhalt dieses Begriffes selbst und schafft so Interpretationsspielraum. Nur bruchstückhaft erfährt K. und mit ihm der Leser im Laufe des Romans mehr über die Beamten des Schlosses und ihre Beziehungen zu den Dorfbewohnern. Die allgegenwärtige, aber gleichzeitig unzugängliche, faszinierende und bedrückende Macht des Schlosses über das Dorf und seine Menschen wird dabei immer deutlicher. Trotz all seiner Bemühungen, in dieser Welt heimisch zu werden und seine Situation zu klären, erhält K. keinen Zugang zu den maßgeblichen Stellen in der Schlossverwaltung, wie auch der Angeklagte Josef K. im Process niemals auch nur die Anklageschrift zu Gesicht bekommt.
Nur im Romanfragment Der Verschollene – auch Das Schloss und Der Process blieben unvollendet – bleibt die vage Hoffnung, dass Roßmann im fast grenzenlosen, paradiesischen „Naturtheater von Oklahoma“ dauerhaft Geborgenheit finden kann.

### Die Erzählungen
In vielen Erzählungen Kafkas, z. B. Der Bau, Forschungen eines Hundes, Kleine Fabel, ist das Scheitern und das vergebliche Streben der Figuren das beherrschende Thema, das oft tragisch-ernst, manchmal aber auch mit einer gewissen Komik dargestellt wird.
Ein fast durchgängiges Thema ist das verborgene Gesetz, gegen das der jeweilige Protagonist unwillentlich verstößt oder das er nicht erreicht (Vor dem Gesetz, In der Strafkolonie, Der Schlag ans Hoftor, Zur Frage der Gesetze). Das Motiv des dem Protagonisten verborgenen Codes, der die Abläufe beherrscht, findet sich in den Romanfragmenten Process und Schloss und in zahlreichen Erzählungen.
In seinem unvergleichlichen Stil, vor allem in seinen Erzählungen, beschreibt Kafka äußerst deutlich und nüchtern die unglaublichsten Sachverhalte. Die kühle minutiöse Beschreibung der scheinbar legalen Grausamkeit In der Strafkolonie oder die Verwandlung eines Menschen in ein Tier und umgekehrt, wie in Die Verwandlung oder Ein Bericht für eine Akademie, sind kennzeichnend.
Kafka hat zu Lebzeiten drei Sammelbände veröffentlicht. Dies sind Betrachtung 1912 mit 18 kleinen Prosaskizzen, Ein Landarzt 1918 mit 14 Erzählungen und Ein Hungerkünstler 1924 mit vier Prosatexten.

### Versteckte Themen
Neben den großen Themen Kafkas, also dem Verhältnis zum Vater, undurchdringlichen großen Bürokratien oder Grausamkeit eines Systems, gibt es in seinen Werken eine Reihe von anderen Motiven, die immer wieder eher unauffällig auftauchen.
Zu nennen ist hier das Zurückweichen vor Leistung und Arbeit.
Die Beamten des Schlosses in ihrer vielfachen Müdigkeit und Krankheit, die sie sogar veranlasst, ihre Parteien im Bett zu empfangen und am Morgen, die ihnen zugeteilte Arbeit abzuwehren versuchen. Ähnlich dem Anwalt Huld aus dem Prozess.
Die Bergarbeiterschaft in Ein Besuch im Bergwerk, die den ganzen Tag die Arbeit ruhen lässt, um die Ingenieure zu beobachten.
Das Stadtwappen erzählt vom Bau eines gigantischen Turmes. Doch er wird nicht begonnen. Es herrscht die Meinung, die Baukunst der Zukunft sei für die tatsächliche Errichtung des Turmes besser geeignet. Spätere Generationen von Bauarbeitern aber erkennen die Sinnlosigkeit des Vorhabens. Beim Bau der Chinesischen Mauer ist, wie der Titel sagt, ebenfalls ein großes Bauprojekt das Thema. Doch die Ausführung besteht, zunächst gewollt und vielfach abgewogen, immer in lückenhaften Mauersegmenten. Da niemand das Gesamtprojekt übersieht, bleibt schließlich unerkannt, ob es zu einer realen Schutzfunktion überhaupt fähig wäre.
In Die Prüfung tritt ein Diener auf, der keine Arbeit hat und sich auch nicht dazu drängt. Andere Diener im Herrenhaus scheinen ebenfalls untätig. Ein Prüfender kommt dazu und bescheinigt, dass das Nichtstun und Nichtwissen genau richtig ist.
In Der große Schwimmer tritt ein berühmter Schwimmsportler auf, den die großen Feierlichkeiten um seine Person verwirren und der behauptet, gar nicht schwimmen zu können, obwohl er es seit längerem hätte lernen wollen, aber es habe sich keine Gelegenheit dazu gefunden.
Humoristische Momente
So düster der Roman Der Prozess auch ist, gerade hier gibt es kleine humoristische Einlagen. Beim Vorlesen des Romans soll Kafka vielfach laut gelacht haben. Die Richter studieren Pornohefte statt Gesetzestexte, sie lassen sich Frauen wie prächtige Speisen auf einem Tablett herbeitragen, ein Gerichtsraum hat ein Loch im Boden, ab und zu hängt ein Verteidiger so sein Bein in den darunterliegenden Raum. Dann eine Slapstick-Szene, als alte Beamte neu ankommende Advokaten immer wieder die Treppe hinunterwerfen, diese aber immer wieder hinaufsteigen.
Zum Teil sind es nur kleine Szenen, wie im Schloss, als der Landvermesser in winterlicher Nacht seinen Boten trifft, der ihm ein wichtiges Schriftstück des Beamten Klamm überreicht. Als er es lesen will, stehen seine Gehilfen neben ihm und heben und senken in unnützer Weise abwechselnd ihre Lichter über K.s Schulter. Oder wie der Landvermesser die beiden Gehilfen zur Tür hinauswirft, diese aber schnell wieder zum Fenster hereinkommen.
Die kleine Erzählung Blumfeld, ein älterer Junggeselle beinhaltet Slapstick und Verfolgung. Der ältere Junggeselle wird verfolgt von zwei kleinen weißen Bällen, die nicht abzuschütteln sind. Zwei kleine eifrige Mädchen aus dem Haus wollen sich der beiden Bälle annehmen.

### Kafkas Erzählstruktur und Wortwahl
Auf den ersten Blick scheint ein Spannungsgegensatz zwischen Thematik und Sprache zu bestehen. Stilistische Entsagung erscheint als Franz Kafkas ästhetisches Prinzip. Die schockierenden Begebenheiten werden in einer schmucklosen, nüchternen Sprache berichtet. Kafkas Stil ist ohne Extravaganzen, Verfremdungen und Kommentare. Sein Ziel ist eine höchstmögliche Steigerung der Wirkung des Textes kraft äußerster Beschränkung der sprachlichen Mittel. Kafka war sehr erfolgreich in seiner Bemühung, einen höchst objektiven Stil zu erreichen. Durch den sachlichen, kühlen Berichtsstil wird das Erstaunliche und Unerklärliche vom Leser als Tatsache hingenommen. Je knapper die Formulierungen ausfallen, desto stärker wird der Leser stimuliert, das Erzählte nachzuvollziehen. Die erzählte Begebenheit wird als dermaßen real suggeriert, dass der Leser gar nicht dazu kommt, über deren (Un-)Möglichkeit nachzudenken.
Kafkas Ziel war es, adäquat darzustellen, statt zu verfremden, also Spracharmut zu betreiben. Aus diesem Verhältnis zur Sprache resultiert Kafkas charakteristische Tendenz zu einer Epik ohne einen kommentierenden oder allwissenden Erzähler. Die scheinbare Einfachheit des kafkaschen Wortgebrauchs ist das Resultat einer strengen Wortwahl, das Ergebnis einer konzentrierten Suche nach dem jeweils eingängigsten und direktesten Ausdruck. Max Brod betonte als Franz Kafkas höchste dichterische Tugend das absolute Bestehen auf der Wahrhaftigkeit des Ausdrucks, das Suchen des einen, völlig richtigen Wortes für eine Sache, diese sublime Werktreue, die sich mit nichts zufriedengab, was auch nur im Geringsten mangelhaft war.
Ein weiteres Stilmittel Kafkas ist es, schon im ersten Satz des Werkes die ganze künftige verstörende Problematik konzentriert offenzulegen, wie etwa in Die Verwandlung, Der Verschollene oder Der Process.
Mit seinem Stil und seinen befremdlichen Inhalten formt Kafka nicht einfach ein Lebensgefühl nach, sondern schafft eine eigene Welt mit eigenen Gesetzen, deren Unvergleichlichkeit nicht zuletzt der Begriff des „Kafkaesken“ zu umschreiben versucht.

## Interpretation
Das Deutungsinteresse der Interpreten nach 1945 liegt vielleicht daran, dass seine Texte offen und hermetisch zugleich sind: Einerseits sind sie durch Sprache, Handlung, Bildhaftigkeit und relativ geringen Umfang leicht zugänglich; andererseits ist jedoch ihre Tiefe kaum auszuloten. Albert Camus meinte: „Es ist das Schicksal und vielleicht auch die Größe dieses Werks, daß es alle Möglichkeiten darbietet und keine bestätigt.“ Theodor W. Adorno meint zu Kafkas Werk: „Jeder Satz spricht: deute mich, und keiner will es dulden.“
Abgesehen von der textimmanenten Kritik weisen unterschiedliche Interpretationen von Kafkas Werk u. a. in folgende Richtungen: psychologisch (wie bei entsprechenden Deutungen von Hamlet, Faust oder Stiller), philosophisch (vor allem zur Schule des Existenzialismus), biographisch (z. B. durch Elias Canetti in Der andere Prozess), religiös (ein dominierender Aspekt der frühen Kafka-Rezeption, der heute eher als fragwürdig angesehen wird, u. a. von Milan Kundera) und soziologisch (d. h. den gesellschaftskritischen Gehalt untersuchend). Eine wichtige Frage der Interpretation der Werke Kafkas ist die nach dem Einfluss der jüdischen Religion und Kultur auf das Werk, die schon von Gershom Scholem dahingehend beantwortet wurde, dass Kafka eher der jüdischen als der deutschen Literaturgeschichte zuzuordnen sei. Dieser Deutungshinweis wurde auf breiter Front von Karl E. Grözinger in seiner Publikation Kafka und die Kabbala. Das Jüdische im Werk und Denken von Franz Kafka. Berlin/Wien 2003 aufgenommen. Seine Forschungen haben eine tiefe Verankerung ganzer Romane wie Der Process oder Das Schloss in der jüdisch religiösen Kultur gezeigt, ohne die das Werk kaum adäquat verstanden werden kann. Wenn auch von manchen modernen Autoren bestritten, haben sich Grözingers Auffassungen doch weithin durchgesetzt.
Kafka bringt viele Figuren seiner Romane und Erzählungen in Beziehung zum Christentum: Im Process betrachtet Josef K. sehr genau ein Bild von der Grablegung Christi, und im Urteil wird Georg Bendemann auf dem Weg zu seiner Selbstopferung von der Bedienerin mit „Jesus!“ angesprochen. Im Schloss verbringt der Landvermesser K. ähnlich wie Jesus die erste Nacht seines (Roman-)Lebens in einem Gasthaus auf einem Strohsack, und im selben Roman trägt Barnabas, der von allen männlichen Romanfiguren dem Landvermesser am nächsten steht, den Namen eines Juden, dem das Christentum wichtiger wurde als das Judentum (Apostelgeschichte Apg 13,2 ).
Besonders charakteristisch für Kafka sind die häufigen Wiederholungen von Motiven, vor allem in den Romanen und vielen der wichtigsten Erzählungen, zum Teil über alle Schaffensperioden hinweg. Diese Wiederholungsmotive bilden eine Art Netz über das gesamte Werk und können für eine verbindliche Deutung desselben fruchtbar gemacht werden. Zwei der wichtigsten Wiederholungsmotive sind das Motiv „Bett“, ein unerwartbar häufiger Aufenthalts- und Begegnungsort von Figuren, an dem bzw. in dem für viele Protagonisten der Texte das Unheil beginnt und sich fortsetzt, und das Motiv „Türe“ in Form der Auseinandersetzung um ihr Passieren (bekanntestes Beispiel ist das Tor zum Gesetz im Text Vor dem Gesetz, der sogenannten „Türhüterlegende“).
Ungeachtet der jeweiligen Interpretationen wird zur Bezeichnung einer auf „rätselhafte Weise bedrohlichen“ Atmosphäre der Begriff des Kafkaesken verwendet, der laut Kundera „als der einzige gemeinsame Nenner von (sowohl literarischen als auch wirklichen) Situationen zu sehen ist, die durch kein anderes Wort zu charakterisieren sind und für die weder Politikwissenschaft noch Soziologie noch Psychologie einen Schlüssel liefern.“

## Wirkungsgeschichte
Zu seinen Lebzeiten war Kafka der breiten Öffentlichkeit völlig unbekannt. Aber auch literarisch Interessierte außerhalb des Prager Kreises um Max Brod nahmen anfangs nur wenig Notiz von ihm. Einer der ersten Schriftsteller aus Deutschland, der seinen Rang erkannte, war der damals selbst noch völlig unbekannte Publizist Kurt Tucholsky. Er war Kafka seit 1911 mehrfach begegnet und wies in seinen Artikeln auf dessen Werke hin, so 1913, als er schrieb: „Ich bin mit Max Brod der festen Meinung, daß die Zeit dieses wahren Klassikers der deutschen Prosa noch einmal kommen wird.“ Anderen Literaturkennern wie Robert Musil, Hermann Hesse, Hermann Ungar oder Walter Benjamin war Kafka ab den zwanziger Jahren ebenfalls ein Begriff. Weltruhm erlangte sein Werk - bedingt durch den Kulturbruch der NS-Zeit - aber erst nach 1945, zunächst in den USA und Frankreich, in den 1950er Jahren dann auch im deutschsprachigen Raum. Heute ist Kafka der meistgelesene Autor deutscher Sprache. Die Kafka-Rezeption reicht bis ins Alltagsleben hinein: So gab es in den 1970er Jahren einen Werbeslogan „Ich trinke Jägermeister, weil ich Kafkas Schloss nicht geknackt habe.“

### Kafkas eigene Sichtweise auf sein Werk

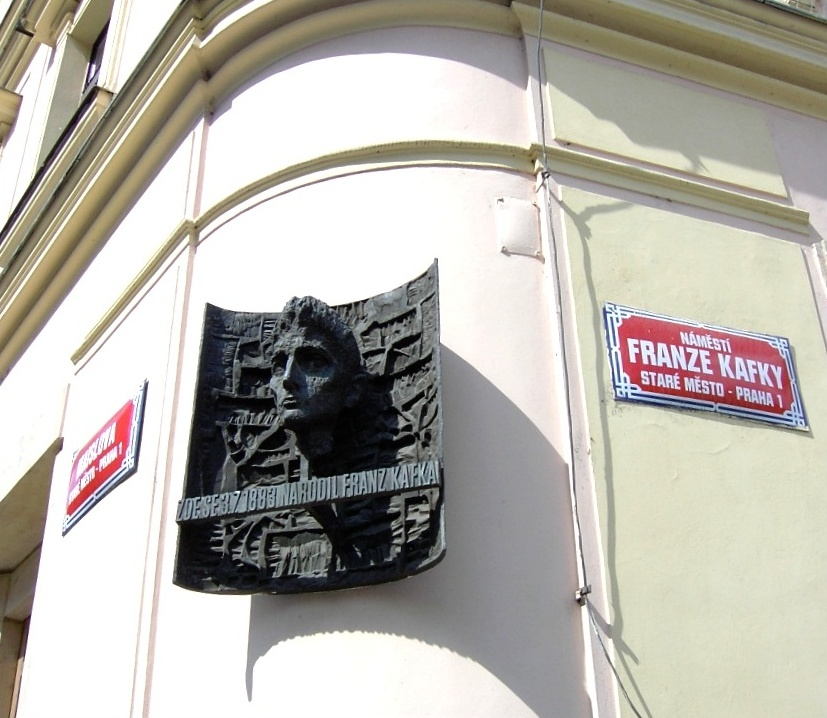
Erinnerungsplakette an Kafkas Geburtshaus (von Karel Hladik)

Kafka haderte mit sich selbst und zweifelte an der Qualität seiner Arbeiten. Dies ging so weit, dass er seinen Nachlassverwalter Brod anwies, die noch nicht veröffentlichten Texte (darunter die heute berühmten Romanfragmente) zu vernichten. In der zweiten an Brod gerichteten Verfügung vom 29. November 1922 erklärte Kafka:

„Von allem, was ich geschrieben habe, gelten nur die Bücher: Urteil, Heizer, Verwandlung, Strafkolonie, Landarzt und die Erzählung: Hungerkünstler. (Die paar Exemplare der ‚Betrachtung‘ mögen bleiben, ich will niemandem die Mühe des Einstampfens machen, aber neu gedruckt darf nichts daraus werden.) Wenn ich sage, daß jene 5 Bücher und die Erzählung gelten, so meine ich damit nicht, daß ich den Wunsch habe, sie mögen neu gedruckt und künftigen Zeiten überliefert werden, im Gegenteil, sollten sie ganz verloren gehn, entspricht dieses meinem eigentlichen Wunsch. Nur hindere ich, da sie schon einmal da sind, niemanden daran, sie zu erhalten, wenn er dazu Lust hat.“

Heute besteht in literarischen Kreisen weitgehend Einigkeit, dass Brod eine segensreiche Entscheidung traf, als er den letzten Willen seines Freundes überging und dessen Werk publizierte.
Einen nicht näher bestimmbaren Teil seiner Texte hat Kafka allerdings eigenhändig vernichtet, so dass Brod zu spät kam.

### Kafka als verbotener Autor
Während der Zeit von 1933 bis 1945 war Kafka in der einschlägigen Liste verbotener Autoren während der Zeit des Nationalsozialismus als Erzeuger von „schädlichem und unerwünschtem Schriftgut“ aufgeführt. Seine Werke fielen wie viele andere den Bücherverbrennungen zum Opfer.
Die Kommunistische Partei der Tschechoslowakei (KSČ) rehabilitierte Kafka nach dem Zweiten Weltkrieg nicht, sondern stufte ihn als „dekadent“ ein. In dem Roman Der Process fand man unerwünschte Anklänge an die Denunziationen und Schauprozesse in den Staaten des Ostblocks. Im Allgemeinen identifizierte sich die Tschechoslowakei zur Zeit des Kommunismus kaum mit Kafka, wohl auch, weil er fast ausschließlich in deutscher Sprache geschrieben hatte.
Im Mai 1963 hielt der tschechoslowakische Schriftstellerverband zum 80. Geburtstag des Schriftstellers auf Initiative von Eduard Goldstücker eine internationale Kafka-Konferenz im Schloss Liblice bei Prag ab, die sich mit dem damals im Ostblock noch weitgehend abgelehnten Schriftsteller sowie mit dem thematischen Schwerpunkt Entfremdung beschäftigte. Er wurde von vielen Rednern gewürdigt. Diese Konferenz gilt als ein Ausgangspunkt des Prager Frühlings von 1967/68. Aber bereits nach der Niederschlagung des Prager Frühlings im August 1968 wurden Kafkas Werke wieder verboten. Die Bedeutung der Konferenz wurde im Jahr 2008 in einer Tagung aufgearbeitet.

### Heutiges Tschechien

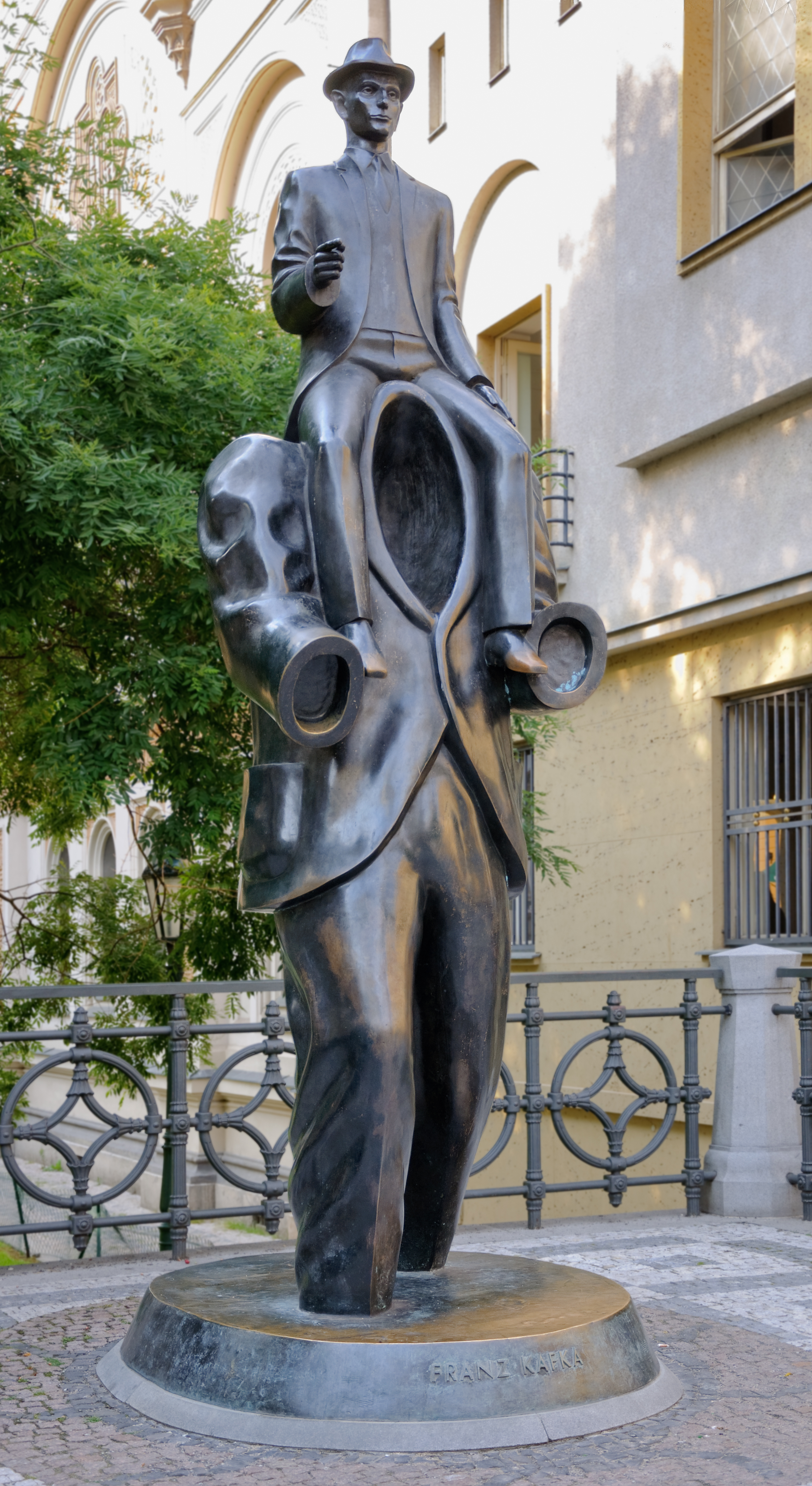
Kafka-Denkmal von Jaroslav Róna in Prag (2003 errichtet)

Mit der Öffnung Tschechiens zum Westen und dem Zustrom ausländischer Besucher wuchs Kafkas lokale Bedeutung. 2018 gelang es einem Doktoranden der Prager Karls-Universität, eine bis dahin verschollen geglaubte zeitgenössische Werkbeschreibung zu Franz Kafkas Kurzgeschichten Vor dem Gesetz und Ein Bericht für eine Akademie wiederzuentdecken und zu veröffentlichen.
Im Jahr 2003 wurde im Prager jüdischen Viertel Josefov auf Initiative der Franz-Kafka-Gesellschaft ein Franz-Kafka-Denkmal errichtet. 

„Schon sprang ich mit ungewohnter Geschicklichkeit meinem Bekannten auf die Schultern und brachte ihn dadurch, daß ich meine Fäuste in seinen Rücken stieß in einen leichten Trab. Aber als er noch ein wenig widerwillig stampfte und manchmal sogar stehen blieb, hackte ich mehrmals mit meinen Stiefeln in seinen Bauch, um ihn munterer zu machen. Es gelang und wir kamen mit guter Schnelligkeit immer weiter in das Innere einer großen, aber unfertigen Gegend, in der es Abend war.“

Die Prager Franz-Kafka-Gesellschaft widmet sich den Werken Kafkas und versucht, das jüdische Erbe Prags wiederzubeleben. Im Kafka-Jahr 2008 (125. Geburtstag) wurde Kafka von der Stadt Prag zur Förderung des Tourismus herausgestellt. Es gibt viele Stätten zur Kafka-Begegnung, Buchläden und Souvenirartikel jeglicher Art. Seit 2005 zeigt das Franz-Kafka-Museum auf der Prager Kleinseite (Cihelná 2b) die Ausstellung Die Stadt K. Franz Kafka und Prag. Seit 2014 steht in Prag die kinetische Skulptur Franz-Kafka-Kopf von David Černý.

### Internationale Wirkung
Bereits 1915 wurde Kafka indirekt mit dem „Theodor-Fontane-Preis für Kunst und Literatur“ ausgezeichnet: Der offizielle Preisträger Carl Sternheim gab das Preisgeld an den noch weitestgehend unbekannten Kafka weiter.
Verbürgt ist der große Einfluss Kafkas auf Gabriel García Márquez. Insbesondere von Kafkas Erzählung Die Verwandlung hat García Márquez nach eigener Bekundung den Mut für die Ausgestaltung seines „magischen Realismus“ genommen: Gregor Samsas Erwachen als Käfer, so García Márquez selbst, habe seinem „Leben einen neuen Weg gewiesen, schon mit der ersten Zeile, die heute eine der berühmtesten der Weltliteratur ist“. Kundera erinnert sich in seinem Werk Verratene Vermächtnisse (S. 55) an eine noch präzisere Auskunft von García Márquez zu dem Einfluss Kafkas auf ihn: „Kafka hat mir beigebracht, dass man anders schreiben kann.“ Kundera erläutert: „Anders: das hieß, indem man die Grenzen des Wahrscheinlichen überschreitet. Nicht (in der Art der Romantiker), um der wirklichen Welt zu entfliehen, sondern um sie besser zu verstehen.“
In einem Gespräch mit Georges-Arthur Goldschmidt bezeichnet der Kafka-Biograph Reiner Stach Samuel Beckett als „Kafkas Erbe“.
Unter den zeitgenössischen Schriftstellern bezieht sich Leslie Kaplan in ihren Romanen und in Aussagen zu ihrer Arbeitsweise häufig auf Kafka, um die Entfremdung des Menschen, die mörderische Bürokratie, aber auch den Freiheits-Spielraum, den vor allem das Denken und Schreiben eröffnet, darzustellen.
Auch abseits künstlerischer Kriterien findet Kafka große Bewunderung. So ist für Canetti Kafka deswegen ein großer Dichter, weil er „unser Jahrhundert am reinsten ausgedrückt hat“.
Kafkas Werk hat zur Umsetzung in der bildenden Kunst angeregt:
- K – Kunst zu Kafka. Ausstellung zum 50. Todestag. Bücherstube am Theater, Bonn 1974.
- Hans Fronius. Kunst zu Kafka. Mit einem Text von Hans Fronius. Einführung Wolfgang Hilger. Bildtexte Helmut Strutzmann. Edition Hilger und Lucifer Verlag im Kunsthaus Lübeck, Wien und Lübeck 1983, ISBN 3-900318-13-1.

### Streit um die Handschriften

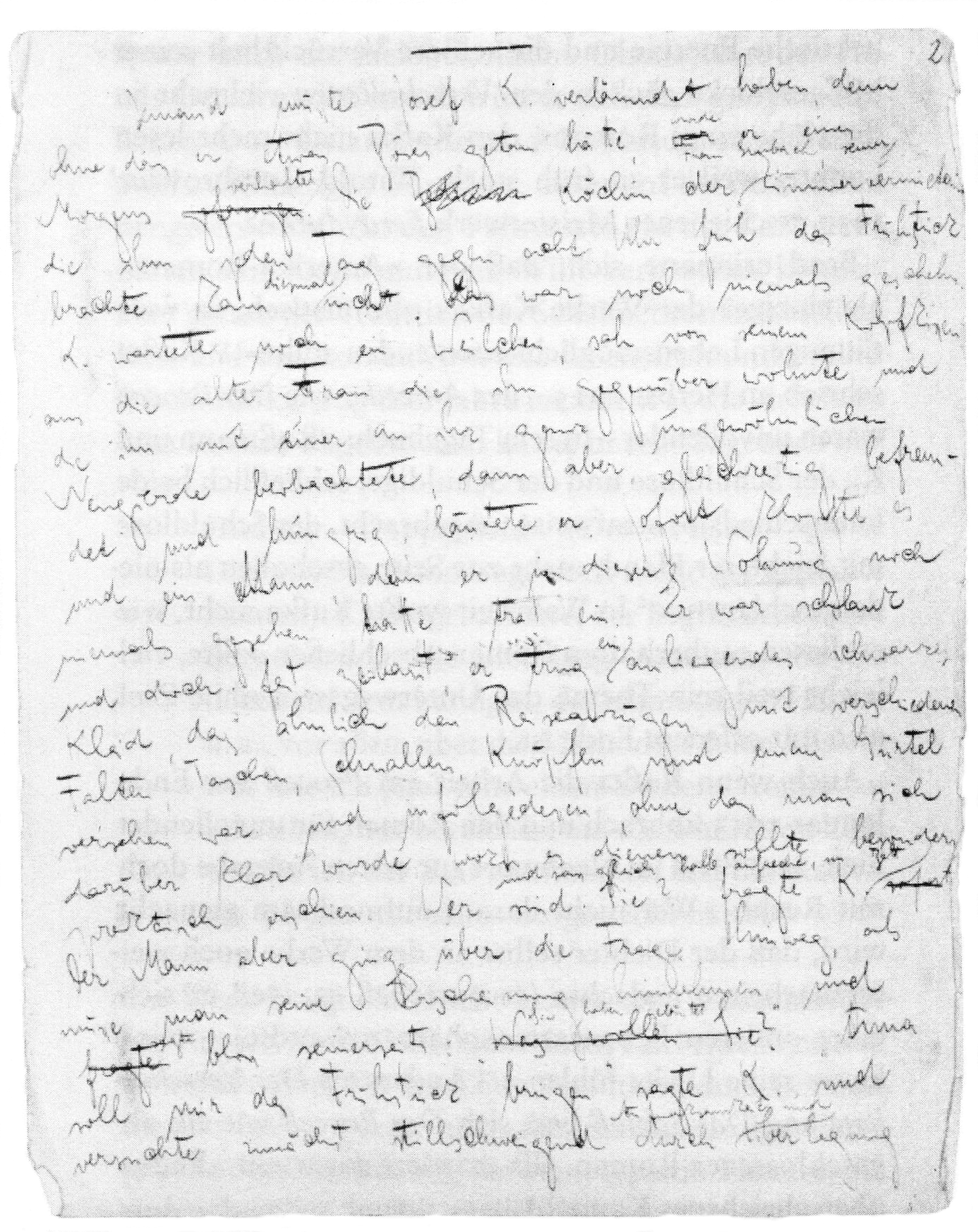
„Jemand musste Josef K. verläumdet haben…“ – Anfang des Manuskripts zu Der Process, 1914/15

Kafka hatte seinen Freund Max Brod gebeten, nach seinem Tod den Großteil seiner Handschriften zu vernichten. Brod widersetzte sich diesem Willen jedoch und sorgte dafür, dass viele von Kafkas Schriften postum veröffentlicht wurden. 1939, kurz vor dem Einmarsch der deutschen Truppen in Prag, gelang es Brod, die Handschriften nach Palästina zu retten. 1945 schenkte er sie seiner Sekretärin Ilse Ester Hoffe, wie er auch schriftlich festhielt: „Liebe Ester, Bereits im Jahre 1945 habe ich Dir alle Manuskripte und Briefe Kafkas, die mir gehören, geschenkt.“ 
Nach Brods Tod 1968 erbte sie dessen literaturhistorisch bedeutenden Nachlass, darunter die Korrespondenz Brods und wichtige Manuskripte zum Werk Kafkas, mit der Auflage, dass die materiellen Rechte und Ansprüche aus Kafkas Handschriften nach ihrem Tod ihren Erben zufallen sollten, diese aber verpflichtet seien, diesen Teil des Nachlasses „der Bibliothek der Hebräischen Universität Jerusalem oder der Städtischen Bibliothek Tel Aviv oder einem anderen öffentlichen Archiv im Inland oder Ausland“ zu übergeben und wissenschaftlich zugänglich zu machen.
Hoffe verkaufte einige dieser Handschriften, darunter Briefe und Postkarten, das Manuskript zu Beschreibung eines Kampfes (heute in Besitz des Verlegers Joachim Unseld) und das Manuskript zum Roman Der Process, das 1988 im Londoner Auktionshaus Sotheby’s für umgerechnet 3,5 Millionen Mark an Heribert Tenschert versteigert wurde. Dieses ist nunmehr im Literaturmuseum der Moderne in Marbach in der Dauerausstellung zu sehen. Die übrigen Handschriften schenkte Hoffe noch zu Lebzeiten ihren beiden Töchtern Eva und Ruth Hoffe.
Nach dem Tod ihrer Mutter im Jahre 2007 vereinbarten Eva und Ruth Hoffe, die Handschriften an das Deutsche Literaturarchiv in Marbach zu verkaufen, was zu einem Streit zwischen den beiden Schwestern und dem Literaturarchiv einerseits und dem Staat Israel, der den rechtmäßigen Platz von Kafkas Handschriften in der Nationalbibliothek Israels sieht, andererseits führte. Israel begründet seinen Anspruch auf die Handschriften mit einem Paragraphen aus Brods Testament, obwohl Hoffe die Handschriften als Schenkung Brod erhalten hatte und sie auch ihren Töchtern geschenkt und nicht vererbt hatte. Seit 1956 befinden sich sämtliche noch in Hoffes Besitz befindliche Handschriften in Banktresoren in Tel Aviv und Zürich.
Im Oktober 2012 entschied ein israelisches Familiengericht, dass die Manuskripte nicht Eigentum der Schwestern Hoffe seien. Kafkas Nachlass solle an die Israelische Nationalbibliothek gehen. Eva Hoffe kündigte an, in Berufung zu gehen. Im August 2016 wies der Oberste Gerichtshof Israels die Berufung in letzter Instanz zurück und sprach den Nachlass der Israelischen Nationalbibliothek zu. 
Dan Miron kritisierte dieses Urteil in Ha’aretz scharf, denn mit dem Urteil des Obersten Gerichts würden „völlig unangebracht nationalistisches Denken und lokale Interessen über die universellen und objektiven Interessen der literarischen Kultur gestellt“. Eva Hoffe kommentierte das Urteil mit den vielsagenden Worten, es zeige und belege den „Willen, Besitz zu ergreifen, nicht Recht zu sprechen“. Die Entscheidung überraschte angesichts der Tatsache, dass die Bestimmung der Institution, die die Dokumente erhalten sollte, eindeutig den Schlusserben vorbehalten worden war. David Blumenberg, der Direktor der Bibliothek, kündigte an, den Bestand einer breiten Öffentlichkeit zugänglich zu machen.
Da ein Teil der Hinterlassenschaft auch in Banksafes der UBS in Zürich aufbewahrt wurde, war für die Urteilsvollstreckung ein weiterer Gerichtsentscheid erforderlich. Nötig war eine schweizerische Anerkennung des israelischen Urteils, die das Bezirksgericht Zürich Anfang April 2019 erteilte. Erst auf dieser Basis konnte die UBS im Juli 2019 den Inhalt der Safes der israelischen Nationalbibliothek aushändigen.
2024 und 2025 zeigte die Israelische Nationalbibliothek die bedeutendsten Stücke aus Franz Kafkas Nachlass in einer Ausstellung anlässlich seines 100. Todesjahres.

## Werke

### Zu Lebzeiten veröffentlicht

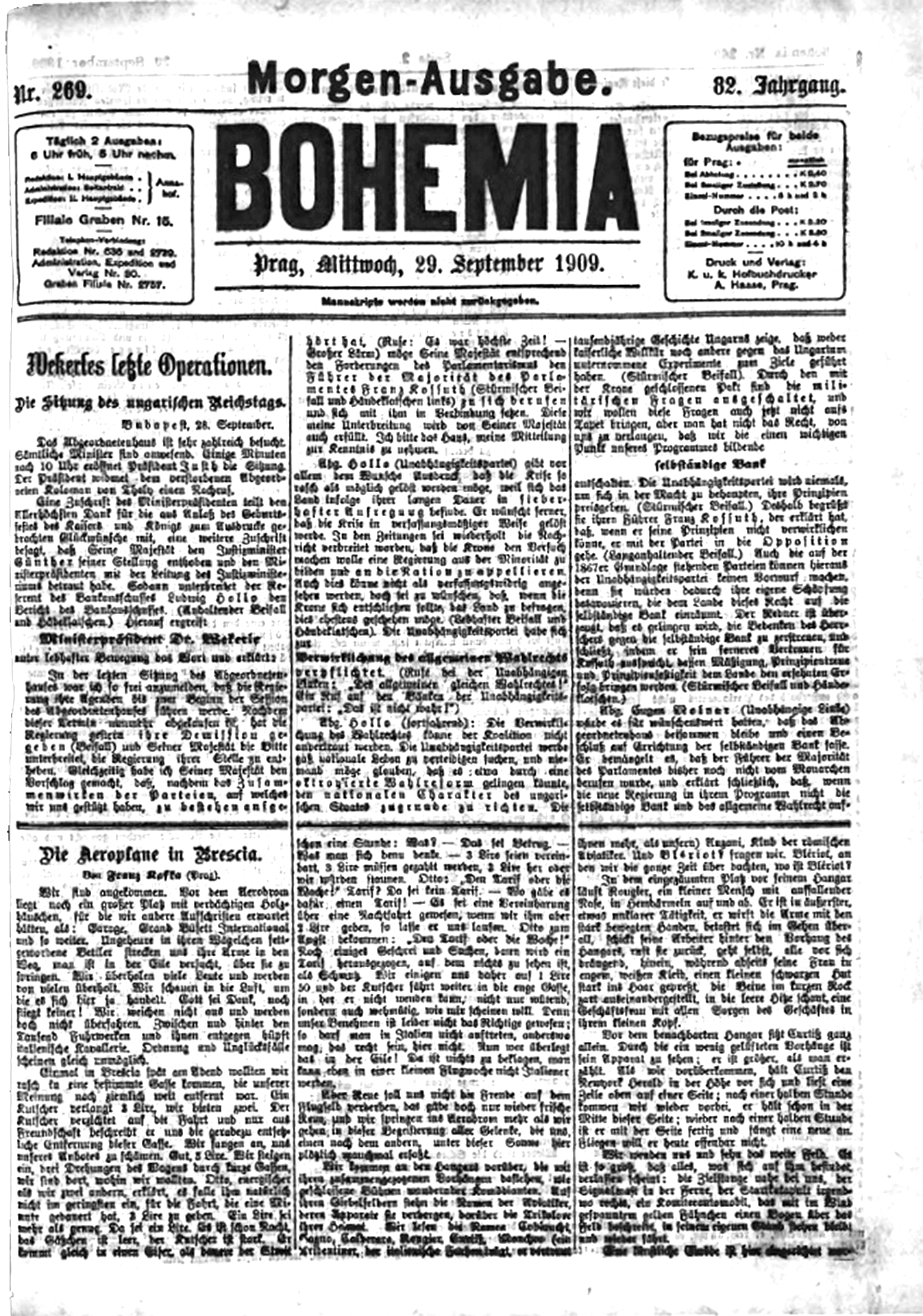
Die Morgen-Ausgabe der Bohemia vom 29. September 1909 mit Kafkas Artikel Die Aeroplane in Brescia

- 1908 – Betrachtung (acht Prosatexte, die alle 1913 in den Band Betrachtung aufgenommen wurden), Hyperion Heft 1, Januar 1908, S. 91–94.[122]
- 1909 – Ein Damenbrevier.
- 1909 – Gespräch mit dem Beter.
- 1909 – Gespräch mit dem Betrunkenen.
- 1909 – Die Aeroplane in Brescia.
- 1911 – Richard und Samuel.
- 1912 – Großer Lärm.
- 1913 – Betrachtung (mit 18 Prosatexten, u. a. mit: Der Ausflug ins Gebirge, Der plötzliche Spaziergang).Erstausgabe Betrachtung, Leipzig 1912 in der Einbandvariante Halbleder im Schuber, Exemplar Nr. 95.Erstausgabe Betrachtung, Leipzig 1912, Exemplar Nr. 95.
- 1913 – Das Urteil.

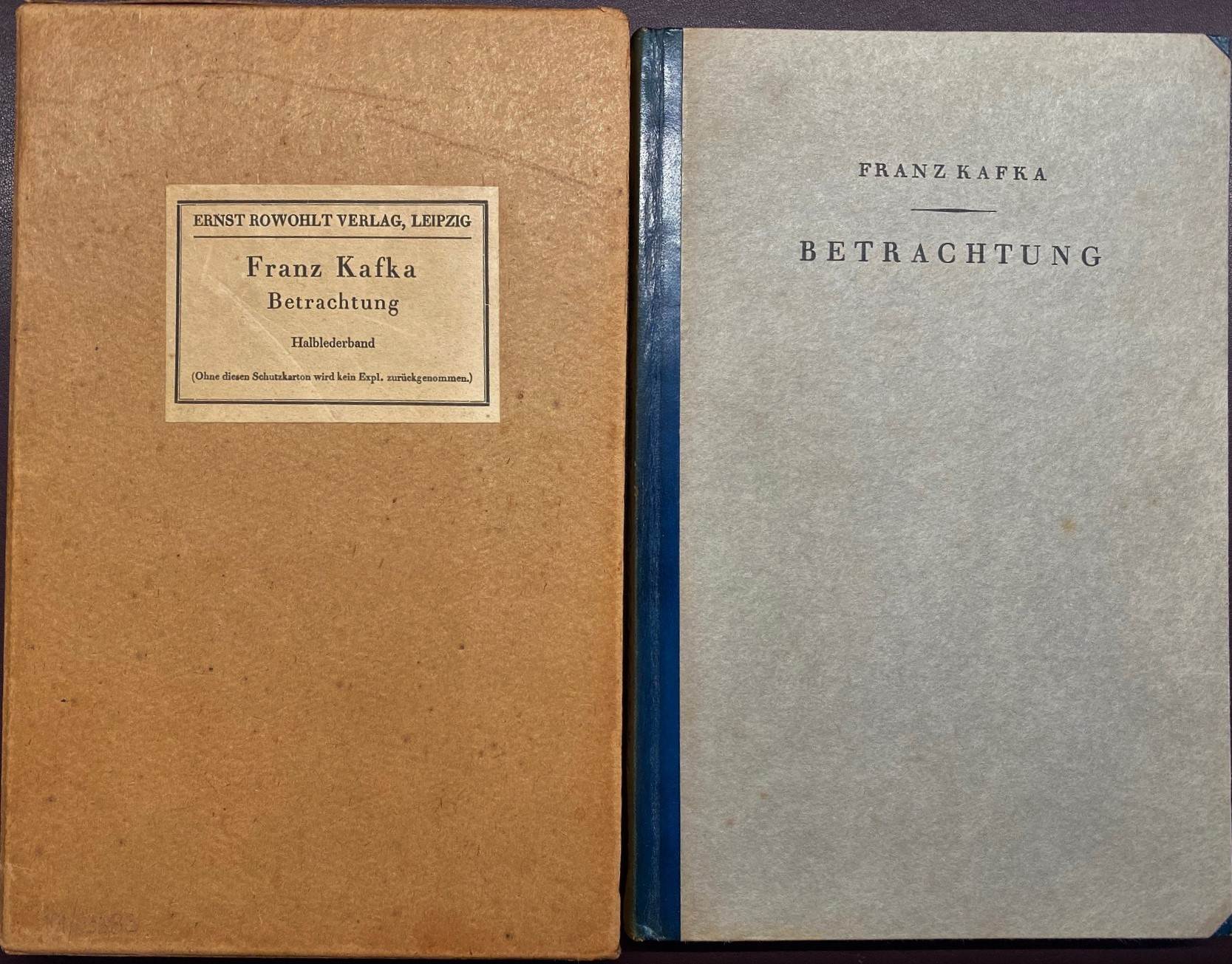
Erstausgabe Betrachtung, Leipzig 1912 in der Einbandvariante Halbleder im Schuber, Exemplar Nr. 95.

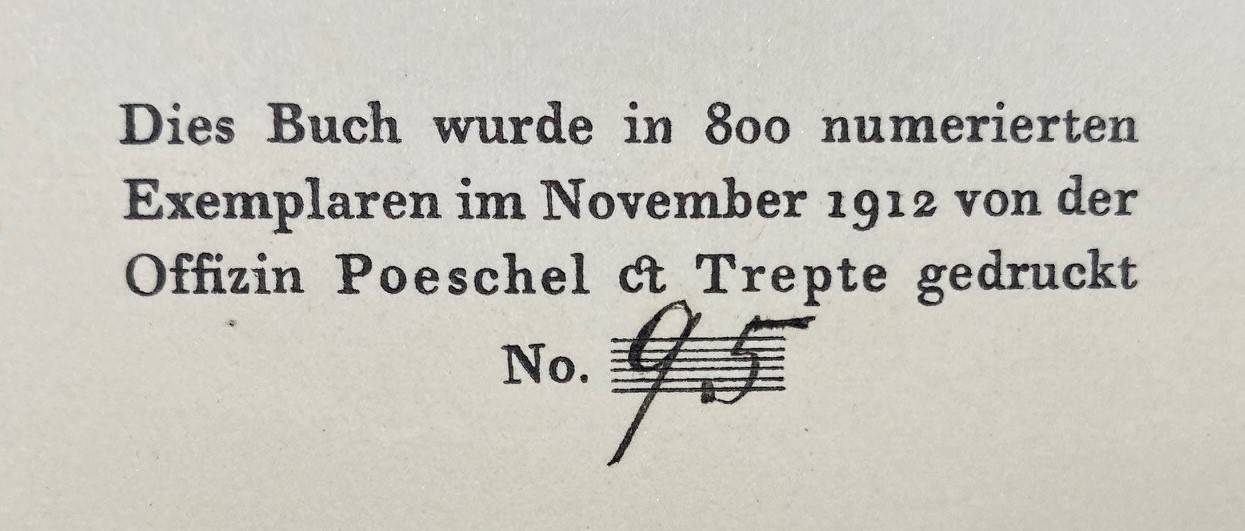
Erstausgabe Betrachtung, Leipzig 1912, Exemplar Nr. 95.

- 1913 – Der Heizer (erstes Kapitel des Romanfragments Der Verschollene).
- 1915 – Die Verwandlung. 1916 – Reihe Der jüngste Tag, Verlag Kurt Wolff, Leipzig, mit einer Schutzumschlagzeichnung von Ottomar Starke.
- 1915 – Vor dem Gesetz (Bestandteil des Romanfragments Der Process und des Bandes Ein Landarzt).
- 1917 – Der Kübelreiter.
- 1918 – Der Mord (1918; frühere Fassung von Ein Brudermord, der 1919 entstand und im Rahmen des Landarztbandes veröffentlicht wurde).
- 1918 – Ein Landarzt. In: Die neue Dichtung. Ein Almanach
- 1919 – In der Strafkolonie.
- 1920 – Ein Landarzt (Sammelband mit 14 Prosatexten, u. a. mit: Ein Landarzt (Erzählung), Vor dem Gesetz, Eine kaiserliche Botschaft, Ein Brudermord, Ein Bericht für eine Akademie)
- 1924 – Ein Hungerkünstler (Erzählung von 1922 und Titel des Sammelbands mit drei weiteren Prosatexten: Erstes Leid, Eine kleine Frau und Josefine, die Sängerin oder Das Volk der Mäuse).

Alle 46 Publikationen (zum Teil Mehrfachveröffentlichungen einzelner Werke) zu Lebzeiten Franz Kafkas sind aufgeführt auf den Seiten 300 ff. in Joachim Unseld: Franz Kafka. Ein Schriftstellerleben. Die Geschichte seiner Veröffentlichungen. ISBN 3-446-13554-5.
Eine Übersicht gibt auch das Institut für Textkritik

### Postum veröffentlicht

#### Erzählungen und andere Texte

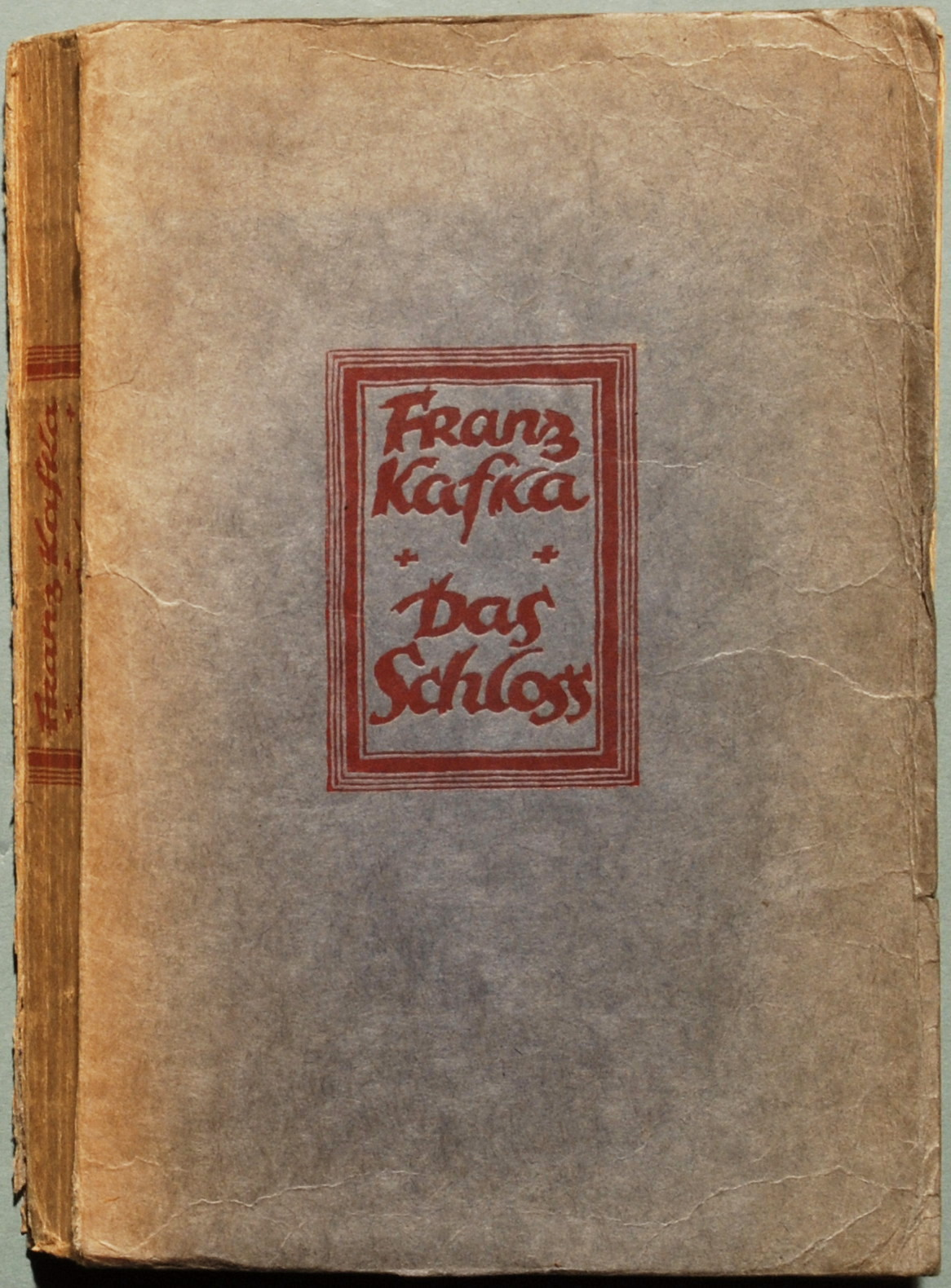
Das Schloss (Erstausgabe, 1926)

In Klammern das Jahr der Entstehung.
- Beschreibung eines Kampfes. (1904–1905)
- Hochzeitsvorbereitungen auf dem Lande. (1907–1908)
- Unter meinen Mitschülern. (1909)
- Diese Wahl ist sehr begrüßenswert. (1909)
- Kleine Seele. (1909)
- Der kleine Ruinenbewohner. (1910)
- Wir wußten nicht eigentlich. (1911)
- Die städtische Welt. (1911), Fragment aus dem Tagebuch.
- Das ist ein Anblick. (1911)
- Skizze zur Einleitung für Richard und Samuel. (1911)
- Einleitungsvortrag über Jargon. (1912)
- Erinnerungen an die Kaldabahn. (1914), Fragment aus dem Tagebuch.
- Der Unterstaatsanwalt. (1914–1915)
- Ein junger ehrgeiziger Student. (1914–1915), Fragment im „Elberfeld-Heft“.
- Der Dorfschullehrer. (1914–1915), Brods Titel: Der Riesenmaulwurf.
- Blumfeld, ein älterer Junggeselle. (1915)
- Der Gruftwächter. (1916–1917), Titel von Brod.
- Die Brücke. (1916–1917), Titel von Brod.
- Eine Kreuzung. (1917)
- Der Schlag ans Hoftor. (1917), Titel von Brod.
- Der Jäger Gracchus. (1917), Titel von Brod.
- Beim Bau der Chinesischen Mauer. (1917)
- Eine alltägliche Verwirrung. (1917), Titel von Brod.
- Der Nachbar. (1917), Titel von Brod.
- Vom jüdischen Theater. (1917)
- Die Zürauer Aphorismen. (1917),
Brods Titel: Betrachtungen über Sünde, Leid, Hoffnung und den wahren Weg.
- Die Wahrheit über Sancho Pansa. (1917), Titel von Brod.
- Das Schweigen der Sirenen. (1917), Titel von Brod.
- Prometheus. (1918), Titel von Brod.
- Brief an den Vater. (1919)
- Der große Schwimmer. (1920)
- Heimkehr (1920), Titel von Brod.
- Unser Städtchen liegt …. (1920), Titel von Brod: Die Abweisung.
- Nachts. (1920), Titel von Brod.
- Gemeinschaft. (1920), Titel von Brod.
- Die Prüfung. (1920), Titel von Brod.
- Der Geier. (1920), Titel von Brod.
- Der Kreisel. (1920), Titel von Brod.
- Zur Frage der Gesetze. (1920)
- Das Stadtwappen. (1920), Titel von Brod.
- Der Steuermann. (1920), Titel von Brod.
- Kleine Fabel. (1920), Titel von Brod.
- Poseidon. (1920), Titel von Brod.
- Die Truppenaushebung. (1920), Titel von Brod.
- Fürsprecher. (1922), Titel von Brod.
- Forschungen eines Hundes. (1922), Titel von Brod.
- In unserer Synagoge. (1922), (Die Synagoge von Thamühl).
- Das Ehepaar. (1922)
- Der Aufbruch. (1922), Titel von Brod.
- Gibs auf. (1922), Titel von Brod; eigentlich: Ein Kommentar.
- Von den Gleichnissen. (1922), Titel von Brod.
- Bilder von der Verteidigung eines Hofes. (1922–1924)
- Der Bau. (1923–1924), Titel von Brod.

#### Die Romanfragmente
- 1925 – Der Process. Niederschrift 1914/15; abweichend von Kafkas Schreibweise für das Romanfragment werden Der Proceß oder Der Prozess verwendet.
- 1926 – Das Schloss. Niederschrift 1922; Romanfragment.
- 1927 – Der Verschollene. Erste Entwürfe 1912 unter dem Titel „Der Verschollene“; von Brod unter dem Titel Amerika veröffentlicht, heute ist der ursprüngliche Titelname wieder eher gebräuchlich; Romanfragment.

### Werkausgaben
- Max Brod, Heinz Politzer (Hrsg.): Gesammelte Werke. Schocken, Berlin und New York. S. Fischer, Frankfurt/New York 1950–1974. Die Ausgabe, auch bekannt als Brod-Ausgabe, erschien ab 1935 in Berlin und danach in New York. Ab 1946 erschienen 11 Bände als Lizenzausgaben bei S. Fischer in Frankfurt. Die Ausgabe gilt heute als textkritisch überholt.
  - Der Prozess. 1946.
  - Tagebücher 1910–1923. 1949.
  - Das Schloß. 1951.
  - Erzählungen. 1952.
  - Briefe an Milena. 1952.
  - Amerika. 1953.
  - Hochzeitsvorbereitungen auf dem Lande und andere Prosa aus dem Nachlaß. 1953.
  - Briefe 1902–1924. 1958.
  - Beschreibung eines Kampfes. Novellen, Skizzen, Aphorismen, Aus dem Nachlaß. 1954.
  - Briefe an Felice und andere Korrespondenz aus der Verlobungszeit. 1967.
  - Briefe an Ottla und die Familie. 1974.
- Jürgen Born, Gerhard Neumann, Malcolm Pasley, Jost Schillemeit (Hrsg.): Kritische Ausgabe. Schriften, Tagebücher, Briefe. S. Fischer, Frankfurt 1982 ff. (auch bezeichnet als Kritische Kafka-Ausgabe, KKA). Die Bände umfassen jeweils einen Text- und einen Apparatband.
  - Das Schloß. Hrsg. von Malcolm Pasley. 1982.
  - Der Verschollene. Hrsg. von Jost Schillemeit. 1983.
  - Der Proceß. Hrsg. von Malcolm Pasley. 1990.
  - Drucke zu Lebzeiten. Hrsg. von Wolf Kittler, Hans-Gerd Koch und Gerhard Neumann. 1994/1996.
  - Nachgelassene Schriften und Fragmente I. Hrsg. von Malcolm Pasley. 1993.
  - Nachgelassene Schriften und Fragmente II. Hrsg. von Jost Schillemeit. 1992.
  - Tagebücher. Hrsg. von Hans-Gerd Koch, Michael Müller und Malcolm Pasley. 1990 (3 Bände, Text, Apparat und Kommentar).
  - Briefe 1900 –1912. Hrsg. von Hans-Gerd Koch. 1999.
  - Briefe 1913–1914. Hrsg. von Hans-Gerd Koch. 2001.
  - Briefe 1914–1917. Hrsg. von Hans-Gerd Koch. 2005.
  - Amtliche Schriften. Hrsg. von Klaus Hermsdorf und Benno Wagner. 2004.
- Hans-Gerd Koch (Hrsg.): Gesammelte Werke in 12 Bänden in der Fassung der Handschrift. S. Fischer, Frankfurt 1983 ff. (textidentisch mit den Textbänden der Kritischen Ausgabe).
- Roland Reuß, Peter Staengle (Hrsg.): Historisch-kritische Ausgabe sämtlicher Handschriften, Drucke und Typoskripte. Stroemfeld, Frankfurt/Basel 1995 ff. (auch bezeichnet als Franz Kafka-Ausgabe, FKA, noch nicht abgeschlossen).

### Hörspielbearbeitungen
- Der Gruftwächter, mit Klaus von Pervulesko (Der Fürst), Elfe Gerhardt (Die Fürstin), Karl Heinz Köhn (Der Kammerherr), Werner Englert (Der Obersthofmeister), Paul Dahlke (Der Gruftwächter) und Herbert Stefan (Der Diener). Bearbeitung: Elfe Gerhart, Regie: Ferry Bauer, Produktion ORF Oberösterreich, 1969, Laufzeit: 26 Minuten.[124]
- Kein Brief gestern, keiner heute, Hörspiel nach Texten von Franz Kafka, Autor: Matthias Baxmann, Regie: Barbara Plensat. Mit Markus Meyer (Kafka), Jürgen Holtz (Mann) und Regina Lemnitz (Frau), Produktion MDR 2003, Hörspiel des Jahres 2003
- In der Strafkolonie, mit Peter Simonischek. Regie: Ulrich Gerhardt. Produktion: BR Hörspiel und Medienkunst 2007. Laufzeit 73 Min. Als Podcast/Download im BR Hörspiel Pool.[125]
- Der Process, Hörspiel in 16 Teilen. Mit Rufus Beck, Samuel Finzi, Corinna Harfouch, Jürgen Holtz, Milan Peschel, Jeanette Spassova, Thomas Thieme, Manfred Zapatka. Regie: Klaus Buhlert. Produktion: BR Hörspiel und Medienkunst 2010, Laufzeit 10 Stunden. Als Podcast/Download im BR Hörspiel Pool.[126]
- Das Schloss, Hörspiel in 12 Teilen. Mit Michael Rotschopf (Erzähler), Devid Striesow (K.), Werner Wölbern (Beobachter vom Schloss), Steven Scharf (Schwarzer), Peter Kurth (Wirt vom Brückenhof), Corinna Harfouch (Wirtin vom Brückenhof), Stefan Zinner (Wirt vom Herrenhof), Jens Harzer (Arthur/Jeremias), Gerti Drassl (Frieda), Sandra Hüller (Olga), Samuel Finzi (Momus/Oswald), Moritz Kienemann (Barnabas), Dieter Fischer (Lasemann), Wowo Habdank (Gerstäcker), Deleila Piaskov (Frau 1), Margit Bendokat (Wirtin vom Herrenhof), Wolfram Berger (Vorsteher), Götz Schulte (Lehrer), Anna Drechsler, Benedict Lückenhaus, Bibiana Beglau (Amalia), Johannes Silberschneider (Bürgel), Stefan Wilkening (Erlanger). Bearbeitung, Komposition und Regie: Klaus Buhlert, Produktion: BR Hörspiel und Medienkunst 2016. Nach der Erstsendung (15. Januar – 3. April 2017) gibt es die einzelnen Teile als Podcast/Download im BR Hörspiel Pool.[127][128]
- Der Prozess nach Franz Kafka. Hörstück. Mit Philipp Hochmair. Produktion und Regie: Andrea Gerk, Komposition: Michael Maierhof. Herzrasen Berlin 2004, ISBN 3-937362-02-9
- Amerika nach Franz Kafka. Hörstück. Mit Philipp Hochmair. Produktion und Regie: Andrea Gerk, Komposition: Michael Maierhof. Herzrasen Berlin 2005, ISBN 3-937362-05-3

### Hörbücher
- Sven Regener liest Franz Kafka: Der Prozeß, ungekürzte Lesung. Roof Music, Bochum 2016, ISBN 978-3-86484-399-0.
- Sven Regener liest Franz Kafka: Amerika, ungekürzte Lesung. Roof Music, Bochum 2014, ISBN 978-3-86484-103-3.
- Ansturm gegen die Grenze – Tagebücher von 1910 bis 1922. Gelesen von Bodo Primus, mOceanOTonVerlag, 2007, ISBN 978-3-86735-237-6.
- Die Verwandlung. 2 CDs, Laufzeit 120 Min., gesprochen von Rainer Maria Ehrhardt, Hörmedia Audioverlag, 2005, ISBN 3-938478-66-7.
- Das Schloss, erzählt von Monica Bleibtreu, Anna Thalbach, Uwe Friedrichsen u. a., Verlag Patmos, Düsseldorf 2006.
- Der Process, erzählt von Alexander Khuon, Mathieu Carrière und Anja Niederfahrenhorst, Verlag Patmos, Düsseldorf 2007.
- Das Urteil. Eine Geschichte und andere Erzählungen, gelesen von Axel Grube, 1 CD, Laufzeit 66 Min., onomato Verlag, Düsseldorf 2008, ISBN 978-3-939511-56-4.
- Tagebücher Heft 4–12 von 1912–1923, gelesen von Axel Grube, 1 CD, Laufzeit 73 Min., onomato Verlag, Düsseldorf 2001, ISBN 3-933691-04-4.
- Erzählungen, gelesen von Axel Grube, 1 CD, Laufzeit 79 Min., onomato Verlag, Düsseldorf 2002, ISBN 3-933691-24-9.
- Brief an den Vater, gelesen von Till Firit, Mono Verlag, Wien 2009, ISBN 978-3-902727-91-6.
- Brief an den Vater, gelesen von Stefan Fleming, 2 CDs, Laufzeit 134 Min., Preiser Records, Wien 2001, Preis der Deutschen Schallplattenkritik.
- Ein Bericht für eine Akademie, gelesen von Hans-Jörg Große, Laufzeit 25 Min., Eigenproduktion Hans-Jörg Große und Christian Mantey, Berlin 2010.
- Gert Westphal liest Kafka – Erzählungen und Betrachtungen, 1 CD, Litraton, 2000, ISBN 3-89469-873-X.
- Gert Westphal liest Franz Kafka Der Process, 7 Audio-Kassetten, Litraton, September 2000, ISBN 3-89469-120-4.

### Hörbuchsammlungen
- Librivox
- Vorleser.net
- Franz Kafka Hörbuchprojekt – Hans-Jörg Große & Christian Mantey

## Briefe
Kafka schrieb intensiv und über eine lange Zeit seines Lebens teils sehr persönliche Briefe. Sie belegen seine hohe Sensibilität und vermitteln seine Sicht der bedrohlichen Aspekte seiner Innenwelt und seine Ängste angesichts der Außenwelt. Manche Autoren halten Kafkas Briefe nicht für eine Ergänzung seines literarischen Werks, sondern sehen sie als Teil davon. Besonders seine Briefe an Felice und Briefe an Milena gehören zu den großen Briefdokumenten des 20. Jahrhunderts. Die Briefe an Ottla sind ein bewegendes Zeugnis von Kafkas Nähe zu seiner (vermutlich 1943 von den Nationalsozialisten ermordeten) Lieblingsschwester. Im Brief an den Vater wird das prekäre Verhältnis des hochbegabten Sohnes zu seinem Vater deutlich, den er als lebenstüchtigen Despoten beschreibt, der die Lebensführung des Sohnes äußerst kritisch beurteilt. Die Briefe an Max Brod sind Dokumente einer Freundschaft, ohne die von Kafkas Werk allenfalls Bruchstücke erhalten geblieben wären.
Die jeweiligen Antwortschreiben sind bis auf Ausnahmen nicht erhalten, was besonders im Hinblick auf die fehlenden Briefe der Journalistin und Schriftstellerin Milena Jesenská äußerst bedauerlich ist, die für Kafka das bewunderte Beispiel eines freien Menschen ohne Angst war.
Briefe an Ernst Weiß, an Julie Wohryzek und an Dora Diamant sind, bedingt durch die Umstände der Zeit des Nationalsozialismus, bis heute verschollen.
Ausgaben der Briefe
- Bestandteil von: Kritische Ausgabe. Schriften, Tagebücher, Briefe. Verlag S. Fischer, 1982 ff.
  - Briefe, Band 1 (1900–1912). Herausgegeben von Hans-Gerd Koch. Text, Kommentar und Apparat in einem Band. S. Fischer Verlag, Frankfurt am Main 1999, ISBN 3-10-038157-2.
  - Briefe, Band 2 (1913 bis März 1914). Herausgegeben von Hans-Gerd Koch. Text, Kommentar und Apparat in einem Band. S. Fischer Verlag, 2001, ISBN 978-3-10-038158-3.
  - Briefe, Band 3 (1914–1917). Herausgegeben von Hans-Gerd Koch. Text, Kommentar und Apparat in einem Band. S. Fischer Verlag, Frankfurt am Main 2005, ISBN 978-3-10-038161-3.
  - Briefe, Band 4 (1918–1920). Herausgegeben von Hans-Gerd Koch. Text, Kommentar und Apparat in einem Band. S. Fischer Verlag, Frankfurt am Main angekündigt für Juli 2013, ISBN 978-3-10-038162-0.
- Andere Ausgaben:
  - Malcolm Pasley (Hrsg.): Franz Kafka, Max Brod – Eine Freundschaft. Briefwechsel. S. Fischer Verlag, Frankfurt am Main 1989, ISBN 3-10-008306-7.
  - Josef Čermák, Martin Svatoš (Hrsg.): Franz Kafka – Briefe an die Eltern aus den Jahren 1922–1924. Fischer Taschenbuchverlag, Frankfurt am Main 1993, ISBN 3-596-11323-7.
  - Jürgen Born, Erich Heller (Hrsg.): Franz Kafka – Briefe an Felice und andere Korrespondenz aus der Verlobungszeit. Fischer Taschenbuchverlag, Frankfurt am Main, ISBN 3-596-21697-4.
  - Jürgen Born, Michael Müller (Hrsg.): Franz Kafka – Briefe an Milena. Fischer Taschenbuchverlag, Frankfurt am Main 1991, ISBN 3-596-25307-1.
  - Hartmut Binder, Klaus Wagenbach (Hrsg.): Franz Kafka – Briefe an Ottla und die Familie. S. Fischer Verlag, Frankfurt am Main 1974, ISBN 3-10-038115-7.

## Tagebücher
Kafkas Tagebücher sind für den Zeitraum von 1909 bis 1923 (kurz vor seinem Tod im Jahre 1924) großenteils erhalten geblieben. Sie enthalten nicht nur persönliche Notizen, autobiographische Reflexionen, Elemente einer Selbstverständigung des Schriftstellers über sein Schreiben, sondern auch Aphorismen (siehe z. B. Die Zürauer Aphorismen), Entwürfe für Erzählungen und zahlreiche literarische Fragmente.
Ausgaben der Tagebücher
- Bestandteil von: Gesammelte Werke in Einzelbänden in der Fassung der Handschrift. Verlag S. Fischer, 1983.
  - Hans-Gerd Koch (Hrsg.): Tagebücher Band 1: 1909–1912 in der Fassung der Handschrift. S. Fischer Verlag, Frankfurt am Main 1994.
  - Hans-Gerd Koch (Hrsg.): Tagebücher Band 2: 1912–1914 in der Fassung der Handschrift. S. Fischer Verlag, Frankfurt am Main 1994.
  - Hans-Gerd Koch (Hrsg.): Tagebücher Band 3: 1914–1923 in der Fassung der Handschrift. S. Fischer Verlag, Frankfurt am Main 1994.
  - Hans-Gerd Koch (Hrsg.): Reisetagebücher in der Fassung der Handschrift. S. Fischer Verlag, Frankfurt am Main 1994.
- Bestandteil von: Historisch-kritische Ausgabe. Stroemfeld Verlag, 1995.
  - Roland Reuß, Peter Staengle und andere (Hrsg.): Oxforder Oktavhefte 1 & 2. Stroemfeld, Frankfurt am Main und Basel 2004. (Entstehungszeitraum der Oktavhefte: Ende 1916 bis Anfang 1917).
  - Roland Reuß, Peter Staengle und andere (Hrsg.): Oxforder Quarthefte 1 & 2. Stroemfeld, Frankfurt am Main und Basel 2001. (Zeitraum der Ouarthefte: 1910–1912).

## Amtliche Schriften
Als Angestellter der Arbeiter-Unfall-Versicherungs-Anstalt für das Königreich Böhmen verfasste Franz Kafka Aufsätze, Gutachten, Rundschreiben und anderes. Siehe oben den Abschnitt „Berufsleben“.
Ausgaben der amtlichen Schriften
- Franz Kafka: Amtliche Schriften. Mit einem Essay von Klaus Hermsdorf. Hrsg. von Klaus Hermsdorf unter Mitwirkung von Winfried Poßner und Jaromir Louzil. Akademie Verlag, Berlin 1984.
- Klaus Hermsdorf: Hochlöblicher Verwaltungsausschuß. Amtliche Schriften. Luchterhand, 1991, ISBN 3-630-61971-1.
- Klaus Hermsdorf, Benno Wagner (Hrsg.): Franz Kafka. Amtliche Schriften. S. Fischer, Frankfurt a. M. 2004, ISBN 3-10-038183-1. (Bestandteil der Kritischen Kafka-Ausgabe. Übersetzung tschechischer Texte und Textpassagen und Autorschaft des Textteils Erläuterungen zu den tschechischen Versionen der Jahresberichte der Prager AUVA)

## Zeichnungen
Ausgaben der Zeichnungen
- Niels Bokhove, Marijke van Dorst (Hrsg.): Einmal ein großer Zeichner. Franz Kafka als bildender Künstler. Vitalis, Prag 2006, ISBN 3-89919-094-7.
- Andreas Kilcher (Hrsg.): Franz Kafka. Die Zeichnungen. C. H. Beck, München 2021, ISBN 978-3-406-77658-8.

## Gedichte
Ausgaben der Gedichte
- Marijke van Dorst (Hrsg.): „Ik ken de inhoud niet …“ Gedichten / „Ich kenne den Inhalt nicht …“ Lyrik. Zweisprachige Ausgabe. Niederl. Übersetzung: Stefaan van den Bremt. Erläuterungen: Niels Bokhove. Exponent, Bedum 2000.

## Musik
Franz Kafka war, was seine persönliche Haltung gegenüber der Musik betraf, eher zurückhaltend. So findet sich in seinem Tagebuch die bemerkenswerte Mitteilung: „Das Wesentliche meiner Unmusikalität ist, dass ich Musik nicht zusammenhängend genießen kann, nur hie und da entsteht eine Wirkung in mir und wie selten ist die eine musikalische. Die gehörte Musik zieht natürlich eine Mauer um mich und meine einzige dauernde musikalische Beeinflussung ist die, dass ich so eingesperrt, anders bin als frei.“ Seiner Verlobten Felice Bauer vertraute er einmal an: „Ich habe gar kein musikalisches Gedächtnis. Mein Violinlehrer hat mich aus Verzweiflung in der Musikstunde lieber über Stöcke springen lassen, die er selbst gehalten hat, und die musikalischen Fortschritte bestanden darin, dass er von Stunde zu Stunde die Stöcke höher hielt.“ Max Brod, der enge Vertraute Kafkas, „attestierte seinem Jugendfreund zwar ‚ein natürliches Gefühl für Rhythmus und Melos‘ und schleppte ihn in die Konzerte mit, gab es aber bald wieder auf. Kafkas Eindrücke seien rein visuell. Typisch wohl, dass ihn nur eine so bunte Oper wie ‚Carmen‘ begeistern konnte“.

## Sekundärliteratur
- Maria Luise Caputo-Mayr, Julius Michael Herz: Franz Kafka, Internationale Bibliographie der Primär- und Sekundärliteratur. 2., erweiterte und überarbeitete Auflage. Saur, München 2000, ISBN 3-907820-97-5 (deutsch und englisch, Band 1, Band 2/Teil 1, Band 2/Teil 2).

### Biographien
- Peter-André Alt: Franz Kafka: Der ewige Sohn. Beck, München 2005, ISBN 3-406-53441-4.
- Thomas Anz: Franz Kafka. Beck, München 1989, ISBN 3-406-33162-9 (2. Auflage erschien 1992).
- Louis Begley: Die ungeheure Welt, die ich im Kopfe habe. Über Franz Kafka. Deutsche Verlags-Anstalt, München 2008, ISBN 978-3-421-04362-7.
- Thomas Berger: Es werde Schrift – Wege zum Werk Franz Kafkas. Königshausen & Neumann, Würzburg 2024, ISBN 978-3-8260-8994-7.
- Hartmut Binder: Kafka-Handbuch in zwei Bänden. Band 1: Der Mensch und seine Zeit. Kröner, Stuttgart 1979, ISBN 3-520-81701-2.
- Hartmut Binder: Kafkas Welt. Eine Lebenschronik in Bildern. Rowohlt, Reinbek bei Hamburg 2008, ISBN 978-3-498-00643-3.
- Hartmut Binder: Auf Kafkas Spuren. Gesammelte Studien zu Leben und Werk. Herausgegeben von Roland Reuß & Peter Staengle, Wallstein, Göttingen 2023, ISBN 978-3-8353-5421-0.
- Max Brod: Franz Kafka. Eine Biographie. S. Fischer Verlag, Frankfurt a. M. 1962.
- Josef Čermák: „Ich habe seit jeher einen gewissen Verdacht gegen mich gehabt.“ Franz Kafka – Dokumente zu Leben und Werk. 2 Bde., 1. Textband, 2. 30 Faksimiles von Originaldokumenten, Parthas Verlag, Berlin 2010, ISBN 978-3-86964-026-6.
- Astrid Dehe, Achim Engstler: Kafkas komische Seiten. Steidl, Göttingen 2011, ISBN 978-3-86930-362-8
- Saul Friedländer: Franz Kafka. C. H. Beck, München 2012, ISBN 978-3-406-63740-7 (Originaltitel: Franz Kafka. Poet of Shame and Guilt).
- Ronald Hayman: Franz Kafka. Sein Leben, sein Werk, seine Welt. Aus dem Englischen von Karl. A. Klewer. Wilhelm Heyne Verlag, München 1986, ISBN 3-453-55136-2.
- Roger Hermes, W. John, H.-G. Koch, A. Widera: Franz Kafka. Eine Chronik. Wagenbach, Berlin 1999, ISBN 3-8031-2338-0.
- Dieter Lamping: Anders leben. Franz Kafka und Dora Diamant. Ebersbach & Simon, Köln 2023, ISBN 978-3-86915-289-9.
- Nicholas Murray: Kafka und die Frauen, Felice Bauer, Milena Jesenska, Dora Diamant. Artemis & Winkler, Düsseldorf 2007, ISBN 978-3-538-07242-8.
- Bernd Neumann:  Franz Kafka. Aporien der Assimilation. Wilhelm Fink, München 2007, ISBN 978-3-7705-4376-2.
- Bernd Neumann: Franz Kafka. Gesellschaftskrieger. Eine Biografie. Wilhelm Fink, München 2008, ISBN 978-3-7705-4689-3.
- Ernst Pawel: Das Leben Franz Kafkas. Aus dem Amerikanischen von Michael Müller. Rowohlt, Reinbek bei Hamburg 1990, ISBN 3-499-12496-3.
- Alois Prinz: Auf der Schwelle zum Glück. Die Lebensgeschichte des Franz Kafka. Suhrkamp, Frankfurt am Main 2007.
- Rüdiger Safranski: Kafka. Um sein Leben schreiben. Hanser, Berlin 2024, ISBN 978-3-446-27972-8.
- Harald Salfellner: Franz Kafka und Prag. 7., neubearbeitete Ausgabe. Vitalis-Verlag, Prag 2011, ISBN 978-3-89919-018-2.
- Reiner Stach: Kafka. Die Jahre der Entscheidungen. S. Fischer Verlag, Frankfurt am Main 2002, ISBN 3-596-16187-8.
- Reiner Stach: Kafka. Die Jahre der Erkenntnis. S. Fischer Verlag, Frankfurt am Main 2008, ISBN 978-3-10-075119-5.
- Reiner Stach: Kafka. Die frühen Jahre. S. Fischer Verlag, Frankfurt am Main 2014, ISBN 978-3-10-075130-0.
- Joachim Unseld: Franz Kafka. Ein Schriftstellerleben. Die Geschichte seiner Veröffentlichungen. Hanser, München 1982, ISBN 3-446-13554-5 und S. Fischer, Frankfurt 1984, ISBN 3-596-26493-6 (Fischer Taschenbuch).
- Klaus Wagenbach: Franz Kafka. Eine Biographie seiner Jugend. Francke, Bern 1958.
- Klaus Wagenbach: Franz Kafka (rororo Monographie). Rowohlt, Reinbek 1964 (Eine überarbeitete Neuausgabe erschien 2002, ISBN 3-499-50649-1).
- Klaus Wagenbach: Franz Kafka. Bilder aus seinem Leben. Wagenbach, Berlin 1983, ISBN 3-8031-3509-5; 2., erweiterte und veränderte Auflage. Wagenbach, Berlin 1994, ISBN 3-8031-3547-8; 3., erweiterte und veränderte Auflage. Wagenbach, Berlin 2008, ISBN 978-3-8031-3625-1.
- Felix Weltsch: Religion und Humor in Leben und Werk Franz Kafkas. Onomato, Düsseldorf 2009, ISBN 978-3-939511-21-2.

### Handbücher
- Hartmut Binder (Hrsg.): Kafka-Handbuch in zwei Bänden. Band 1: Der Mensch und seine Zeit; Band 2: Das Werk und seine Wirkung. Kröner, Stuttgart 1979, ISBN 3-520-81801-9.
- Manfred Engel, Bernd Auerochs (Hrsg.): Kafka-Handbuch. Leben – Werk – Wirkung. Metzler, Stuttgart/Weimar 2010, ISBN 978-3-476-02167-0.
- Bettina von Jagow, Oliver Jahraus (Hrsg.): Kafka-Handbuch. Leben – Werk – Wirkung. Vandenhoeck & Ruprecht, Göttingen 2008, ISBN 978-3-525-20852-6.

### Interpretationen
- Ulf Abraham: Der verhörte Held. Verhöre, Urteile und die Rede von Recht und Schuld im Werk Kafkas. Wilhelm Fink, München 1985, ISBN 3-7705-2308-3.
- Alfred Borchers: Kafkas zweites Gesicht. Der unbekannte Kafka. Das große Theater von Oklahoma. Glock und Lutz, Nürnberg 1960.
- Max Brod: Kafkas Glaube und Lehre. Desch, München 1948. Mit 4 Zeichnungen Kafkas und 2 s/w Bildern von ihm (1901: 3/4-Aufnahme; Gartenszene, sitzend mit jg. Frau, Weimar 1912); häufige Neuauflagen.
- Claude David (Hrsg.): Franz Kafka. Themen und Probleme. Vandenhoeck & Ruprecht, Göttingen 1980, ISBN 3-525-33433-8.
- Wilhelm Emrich: Franz Kafka. Athenäum, Bonn 1958.
- Wilhelm Emrich: Franz Kafkas Bruch mit der Tradition und sein neues Gesetz und Die Bilderwelt Franz Kafkas. In: Protest und Verheißung. Athenäum, Frankfurt am Main 1960.
- Rike Felka: Ohne Übergang. Kafka. In: dies.: Das räumliche Gedächtnis. Berlin 2010, ISBN 978-3-940048-04-2.
- Janko Ferk: Kafka, neu ausgelegt. Originale und Interpretationen. Wissenschaftliche Essays. Leykam, Graz/Wien 2019, ISBN 978-3-7011-8133-9.
- Janko Ferk: Kafkas „Strafen“, neu ausgelegt. Originale und Interpretationen. Wissenschaftliche Essays. Graz/Wien 2022, ISBN 978-3-7011-0479-6.
- Waldemar Fromm: Artistisches Schreiben. Franz Kafkas Poetik zwischen „Proceß“ und „Schloss“. Wilhelm Fink, München 1998.
- Karl Erich Grözinger: Kafka und die Kabbala. Das Jüdische im Werk und Denken von Franz Kafka. Erw. Neuaufl. Philo Fine Arts, Hamburg 2002, ISBN 3-86572-303-9 (zuerst Eichborn, Frankfurt am Main 1997). 5., aktualisierte und erweiterte Auflage, Campus, Frankfurt a. M. 2014, ISBN 978-3-593-50089-8.
- Dieter Hasselblatt: Zauber und Logik. Eine Kafka-Studie. Verlag Wissenschaft und Politik, Köln 1964.
- Erich Heller: The World of Franz Kafka. In ders.: The Disinherited Mind: Essays in Modern German Literature and Thought. Bowes & Bowes, Cambridge 1952.
- Erich Heller: Enterbter Geist. Essays über modernes Dichten und Denken. Suhrkamp, Frankfurt am Main 1986.
- Paul Heller: Franz Kafka. Wissenschaft und Wissenschaftskritik. Stauffenburg, Tübingen 1989, ISBN 3-923721-40-4.
- Heinz Hillmann: Franz Kafka. Dichtungstheorie und Dichtungsgestalt. (= Bonner Arbeiten zur Deutschen Literatur. Herausgegeben von Benno von Wiese. Band 9). H. Bouvier, Bonn 1964.
- Andreas Kilcher: Kafkas Werkstatt. Der Schriftsteller bei der Arbeit. C. H. Beck, München 2024, ISBN 978-3-406-81505-8.
- Wolf Kittler: Der Turmbau zu Babel und das Schweigen der Sirenen. Über das Schweigen, das Reden, Stimme und die Schrift in vier Texten von Franz Kafka, Palm und Enke, Erlangen 1985.
- Herbert Kraft: Kafka. Wirklichkeit und Perspektive. Bebenhausen 1972.
- Herbert Kraft: Mondheimat. Kafka. Neske, Pfullingen 1983, ISBN 3-7885-0244-4 (Interpretation zahlreicher Kafka-Texte aus der Sicht historisch-kritischer Literaturwissenschaft).
- Marcel Krings: Franz Kafka: Der „Hungerkünstler“-Zyklus und die kleine Prosa von 1920–1924. Spätwerk – Judentum – Kunst. Winter, Heidelberg 2022, ISBN 978-3-8253-4940-0.
- Klaus-Detlef Müller: Franz Kafka – Romane. Erich Schmidt, Berlin 2007.
- Gerhard Neumann: Franz Kafka – Experte der Macht. Carl Hanser Verlag, München 2012, ISBN 978-3-446-24069-8.
- Rasmus Overthun: Franz Kafka. In: Monika Schmitz-Emans, Uwe Lindemann, Manfred Schmeling (Hrsg.): Poetiken. Autoren – Texte – Begriffe. de Gruyter, Berlin/New York 2009, ISBN 978-3-11-018223-1, S. 219–221.
- Marko Pajevic: Kafka lesen. Acht Textanalysen. Bernstein, Bonn 2009, ISBN 978-3-939431-37-4.
- Heinz Politzer: Franz Kafka, der Künstler. S. Fischer, Frankfurt am Main 1965.
- Klaus Ramm: Reduktion als Erzählprinzip bei Kafka. Athenäum, Frankfurt 1971.
- Gerhard Rieck: Kafka konkret – das Trauma ein Leben. Wiederholungsmotive im Werk als Grundlage einer psychologischen Deutung. Königshausen & Neumann, Würzburg 1999, ISBN 978-3-8260-1623-3.
- Gerhard Rieck: Kafka ist nicht rätselhaft. Argumente wider eine hartnäckige Fehleinschätzung. Königshausen & Neumann, Würzburg 2023, ISBN 978-3-8260-7971-9.
- Marthe Robert: Einsam wie Kafka. Aus dem Französischen von Eva Michel-Moldenhauer. Fischer Taschenbuch Verlag, Frankfurt am Main 1987, ISBN 3-596-26878-8.
- Wiebrecht Ries: Kafka zur Einführung. Junius, Hamburg 1993, ISBN 3-88506-886-9.
- Wendelin Schmidt-Dengler (Hrsg.): Was bleibt von Franz Kafka? Eine Positionsbestimmung. Braumüller, Wien 1985, ISBN 3-7003-0537-0.
- Wendelin Schmidt-Dengler, Norbert Winkler: Die Vielfalt in Kafkas Leben und Werk. Vitalis, Prag 2005, ISBN 3-89919-066-1.
- Kafkas Schatten, Schatten Kafkas. Sprache im technischen Zeitalter. Ausg. 88, 1983. Mit Beiträgen von Herbert Achternbusch, Harald Hartung, Helmut Heißenbüttel, Günter Herburger, Walter Höllerer, Günter Kunert, Oskar Pastior, Herbert Rosendorfer, Tadeusz Różewicz, Edoardo Sanguineti, Marin Sorescu und Andrew Weeks.
- Hubert Spiegel (Hrsg.): Kafkas Sätze. S. Fischer, Frankfurt am Main 2009, ISBN 978-3-10-076800-1.
- Reiner Stach: Kafkas erotischer Mythos. Eine ästhetische Konstruktion des Weiblichen. Fischer Taschenbuch Verlag 1987, ISBN 3-596-27370-6.
- Ulrich Stadler: Kafkas Poetik. Edition Voldemeer, Zürich 2019, ISBN 978-3-11-065872-9.
- Ralf Sudau: Franz Kafka: Kurze Prosa, Erzählungen. 2007, ISBN 978-3-12-922637-7.
- Joseph Vogl: Ort der Gewalt: Kafkas literarische Ethik. (=Diss. München, 1990) Fink, München 1990, ISBN 3-7705-2653-8. Wiederveröffentlicht: diaphanes, Zürich / Berlin 2010, ISBN 978-3-03734-100-1.
- Felix Weltsch: Religiöser Humor bei F. K. In: Max Brod: Franz Kafkas Glauben und Lehre. Desch, München 1948 (nur in dieser Ausgabe, später als separate Neuaufl.) S. 155–184.
- Gernot Wimmer: Franz Kafkas Erzählungen: Rationalismus und Determinismus. Zur Parodie des christlich-religiösen Mythos. Peter Lang, Frankfurt am Main 2008.
- Dominik Zechner: Kafka und das Problem der Endlichkeit. Sonderzahl, Wien 2024.
- Severin P. Zimmermann: Kafka: Recht und Moderne, Hamburg 1960

### Kafka in der Kunst
- Wolfgang Rothe: Kafka in der Kunst. Belser Verlag, Stuttgart und Zürich 1979, ISBN 3-7630-1675-9.
- Peter Assmann, Johann Lachinger (Hrsg.): Hans Fronius zu Franz Kafka. Bildwerke von 1926–1988. Beiträge von Jürgen Born, Andreas Geyer, Wolfgang Hilger, Otto Mauer. Bibliothek der Provinz. Verlag für Literatur, Kunst und Musikalien, Weitra 1997, ISBN 3-85252-143-2.
- Kafka in der zeitgenössischen Kunst. Katalog zur Ausstellung. Hrsg.: Nadine A. Chmura. Bonn 2007, ISBN 978-3-939431-20-6, 56 Seiten.
- KAFKA: 1924 – Eine Ausstellung in der Villa Stuck vom 26. Oktober 2023 – 11. Februar 2024 zeigt Positionen der Kunst des 20. und 21. Jahrhunderts, die sich direkt oder indirekt auf Kafka beziehen.[133]

### Der Prozess um den Nachlass
- Benjamin Balint: Kafkas letzter Prozess. Übersetzung aus dem Englischen von Anne Emmert. Aktualisierte Neuausgabe. Fischer Taschenbuch Verlag, Berlin 2024, ISBN 978-3-596-90426-6.

### Anderes
- Theodor W. Adorno: Aufzeichnungen zu Kafka. In: GS Bd. 10.1. S. 254 ff.
- Peter-André Alt: Kafka und der Film. Verlag C. H. Beck, München 2009, ISBN 978-3-406-58748-1.
- Peter U. Beicken: Franz Kafka. Eine kritische Einführung in die Forschung. Athenäum Fischer Taschenbuch Verlag, Frankfurt am Main 1974, ISBN 3-8072-4040-3.
- Benjamin über Kafka. Texte, Briefzeugnisse, Aufzeichnungen (= Suhrkamp-Taschenbuch Wissenschaft, Band 341). Hrsg. von Hermann Schweppenhäuser. Suhrkamp, Frankfurt am Main 1981, ISBN 3-518-07941-7
- Hartmut Binder: Kafka. Der Schaffensprozeß. Suhrkamp, Frankfurt am Main 1983, ISBN 3-518-38526-7.
- Maurice Blanchot: Von Kafka zu Kafka. Fischer Taschenbuch Verlag, Frankfurt am Main 1995, ISBN 978-3-596-26887-0.
- Jürgen Born, Ludwig Dietz, Malcolm Pasley, Paul Raabe, Klaus Wagenbach: Kafka-Symposium. Wagenbach, Berlin 1965.
- Jürgen Born, Herbert Mühlfett, Friedemann Spicker (Hrsg.): Franz Kafka. Kritik und Rezeption zu seinen Lebzeiten. S. Fischer, Frankfurt am Main 1979, ISBN 3-10-003901-7.
- Atef Botros: Kafka, ein jüdischer Schriftsteller aus arabischer Sicht (= Literaturen im Kontext. Arabisch – Persisch – Türkisch, Band 29). Reichert, Wiesbaden 2009, ISBN 978-3-89500-673-9.
- Margarete Buber-Neumann: Milena. Kafkas Freundin. 4. Auflage. Ullstein, Frankfurt am Main 1994, ISBN 3-548-30248-3.
- Albert Camus: Die Hoffnung und das Absurde im Werk von Franz Kafka. Rauch, Düsseldorf 1956.
- Elias Canetti: Der andere Prozeß. Kafkas Briefe an Felice. Hanser, München 1968.
- Nadine A. Chmura (Hrsg.): Kafka. Schriftenreihe der Deutschen Kafka-Gesellschaft. Band 1 ff., Bernstein, Bonn 2007 ff, ISSN 1864-9920.
- Gilles Deleuze, Félix Guattari: Kafka, Für eine kleine Literatur. Suhrkamp, Frankfurt am Main 1976, ISBN 3-518-10807-7.
- Kathi Diamant: Kafkas letzte Liebe. Aus dem Amerikanischen von Wiebke Mönning und Christoph Moors. Onomato, Düsseldorf 2013, ISBN 978-3-942864-23-7.
- Sabrina Ebitsch: Die größten Experten der Macht. Machtbegriffe bei Franz Kafka und Kurt Tucholsky, Tectum, Marburg 2012, ISBN 978-3-8288-2813-1 (Dissertation Universität Bern 2011, 310 Seiten, 21 cm).
- Manfred Engel, Dieter Lamping (Hrsg.): Franz Kafka und die Weltliteratur. Vandenhoeck & Ruprecht, Göttingen 2006, ISBN 3-525-20844-8.
- Manfred Engel, Ritchie Robertson (Hrsg.): Kafka und die kleine Prosa der Moderne / Kafka and Short Modernist Prose (= Oxford Kafka Studies 1). Königshausen & Neumann, Würzburg 2010, ISBN 978-3-8260-4029-0.
- Manfred Engel, Ritchie Robertson (Hrsg.): Kafka, Prag und der Erste Weltkrieg / Kafka, Prague and the First World War (= Oxford Kafka Studies 2). Königshausen & Neumann, Würzburg 2012, ISBN 978-3-8260-4849-4.
- Manfred Engel, Ritchie Robertson (Hrsg.): Kafka und die Religion in der Moderne / Kafka, Religion, and Modernity (= Oxford Kafka Studies 3). Königshausen & Neumann, Würzburg 2014, ISBN 978-3-8260-5451-8.
- Janko Ferk: Recht ist ein „Prozeß“. Über Kafkas Rechtsphilosophie. Manz, Wien 1999.
- Janko Ferk: Wie wird man Franz Kafka? Drei Essays. Mit einem Vorwort von Wendelin Schmidt-Dengler. LIT, Wien/Berlin 2008.
- Angel Flores (Hrsg.): The Kafka Problem. New York 1956.
- Kerstin Gernig: Die Kafka-Rezeption in Frankreich: Ein diachroner Vergleich der französischen Übersetzungen im Kontext der hermeneutischen Übersetzungswissenschaft. Königshausen & Neumann Verlag, Würzburg 1999, ISBN 3-8260-1694-7.
- Eduard Goldstücker und andere: Franz Kafka aus Prager Sicht. Voltaire Verlag, Berlin 1966.
- Klaus Hermsdorf: Kafka. Weltbild und Roman. 2. Auflage. Rütten & Loening, Berlin 1966.
- Klaus Hermsdorf: Kafka in der DDR. Hrsg. von Gerhard Schneider und Frank Hörnigk. Theater der Zeit, Berlin 2007, ISBN 978-3-934344-93-8.
- Hans-Gerd Koch (Hrsg.): "Als Kafka mir entgegenkam ... " Erinnerungen an Franz Kafka. 2. Auflage der erweiterten Neuausgabe. Wagenbach, Berlin 2013, ISBN 978-3-8031-2528-6.
- Werner Kraft: Franz Kafka. Durchdringung und Geheimnis. Suhrkamp, Frankfurt am Main 1968.
- Rudolf Kreis: Die doppelte Rede des Franz Kafka. Eine textlinguistische Analyse. Schöningh, Paderborn 1976, ISBN 3-506-74816-5.
- Peter Kuper: Gibs auf! und andere Erzählungen von Franz Kafka. Carlsen, Hamburg 1997, ISBN 3-551-72635-3.
- Gerhard Kurz (Hrsg.): Der junge Kafka. Suhrkamp, Frankfurt am Main 1984, ISBN 3-518-38535-6.
- Dieter Lamping: Kafka und die Folgen. J.B. Metzler, Stuttgart 2017, ISBN 978-3-476-02653-8.
- Claudia Liebrand: F. K. (Forschungsgeschichte). Wissenschaftliche Buchgesellschaft, Darmstadt 2006 (Reihe: Studium)
- David Zane Mairowitz, Robert Crumb: Kafka kurz und knapp. 4. Auflage. Deutsche Übersetzung von Ursula Grützmacher-Tabori. Zweitausendeins, ISBN 3-86150-117-1.
- Sascha Michel (Herausgeber) Unterwegs mit Franz Kafka. Fischer Taschenbuch Verlag, Frankfurt 2010, ISBN 978-3-596-90270-5.
- Alice Miller: Du sollst nicht merken. Suhrkamp, Frankfurt am Main 1981, ISBN 3-518-03641-6, S. 307–387: Dichtung (Das Leiden des Franz Kafka).
- Harald Münster: Das Buch als Axt. Franz Kafka differenztheoretisch lesen. Peter Lang, Frankfurt a. M. 2011, ISBN 978-3-631-61133-3.
- Anthony Northey: Kafkas Mischpoche. Klaus Wagenbach, Berlin 1988, ISBN 978-3-8031-5106-3.
- Gerhard Oberlin: Kafka verstehen – Text und Deutung. Königshausen & Neumann, Würzburg 2021, ISBN 978-3-8260-7500-1
- Milan Richter: Kassiber aus Kafkas Höllenparadies. 2006, Theaterstück, deutsche Übersetzung von G. Tesche.
- Milan Richter: Kafkas zweites Leben. 2007, Theaterstück, deutsche Übersetzung von G. Tesche.
- Patrick Rina, Veronika Rieder (Hrsg.): Kafka in Meran. Kultur und Politik um 1920. Mit Beiträgen von Reiner Stach, Helena Janeczek, Hans Heiss, Hannes Obermair et al. Edition Raetia, Bozen 2020, ISBN 978-88-7283-743-6.
- Denis Scheck mit Eva Gritzmann (Hrsg.): Kafkas Kochbuch. Franz Kafkas vegetarische Verwandlung in 544 Rezepten. Klett-Cotta, Stuttgart 2025, ISBN 978-3-608-96665-7.
- Klaus R. Scherpe, Elisabeth Wagner (Hrsg.): Kontinent Kafka. Mosse-Lectures an der Humboldt-Universität zu Berlin. Mit 8 Grafiken von Ergin Inan. Vorwerk 8, Berlin 2006, ISBN 3-930916-79-7.
- Reiner Stach: Ist das Kafka? 99 Fundstücke. Fischer Taschenbuch Verlag, Frankfurt am Main 2012, ISBN 978-3-596-19106-2.
- Johannes Urzidil: Da geht Kafka. Artemis, Zürich / Stuttgart 1965; erweiterte Ausgabe: München, dtv 1966. (= dtv. 390.)
- Klaus Wagenbach (Hrsg.): Kafkas Prag. Ein Reiselesebuch. Verlag Klaus Wagenbach, Berlin 1993, ISBN 3-8031-1141-2.
- Alena Wagnerová: Die Familie Kafka aus Prag. Fischer Taschenbuch Verlag, Frankfurt am Main 2001, ISBN 3-596-14355-1.
- Martin Walser: Beschreibung einer Form. Versuch über Franz Kafka. Surkamp, Frankfurt am Main 1992, ISBN 3-518-38391-4.
- Marta Železná: Kafka und Prag, Kafka, Prag 1996, ISBN 80-85844-13-3.
- Hans Dieter Zimmermann: Kafka für Fortgeschrittene C.H. Beck, München 2004, ISBN 3-406-51083-3.
- Hanns Zischler: Kafka geht ins Kino. Rowohlt, Reinbek bei Hamburg 1996, ISBN 3-498-07659-0.

### Biografische Informationen
- Xlibris: Franz Kafka – ausführlich, mit Kommentaren und Inhaltsangaben zu den wichtigsten Werken
- FAZ.NET-Spezial: Kafkas Sätze – Von monströser Vieldeutigkeit verfolgt – 72 Analysen und Interviews (zu Kafkas 125. Geburtstag 2008)

### Texte von Kafka
- Faksimiles sämtlicher Drucke zu Lebzeiten (Zeitschriften und Zeitungen) vom Institut für Textkritik
- Werke von Franz Kafka bei Zeno.org.
- Werke von Franz Kafka im Project Gutenberg
- Texte im PDF/HTML-Format. DigBib.Org, u. a. Amerika, Der Prozess
- Werke von Franz Kafka im Projekt Gutenberg-DE
- Briefe an Familie und Freunde, mit Tagebüchern, Werner Haas
- Kafka-Werke – als kostenlose Hörbücher bei vorleser.net

### Portale
- franzkafka.de – Leben, Familie, Werk, originelle Fundstücke, kommentierte aktuelle Literatur und Neuigkeiten (S. Fischer Verlag)
- Franz Kafka konkret – Biographie, Primär- und Sekundärliteratur, Texte zu Kafka (Gerhard Rieck)

### Verschiedenes
- Oxford Kafka Research Centre (englisch) mit Informationen über laufende Kafka-Forschungsprojekte
- Österreichische Franz Kafka Gesellschaft – Studien- und Gedenkraum im ehemaligen Sanatorium Hoffmann
- „Besuch von Kafkas Sterbehaus in Kierling bei Klosterneuburg“ der österreichischen Franz-Kafka-Gesellschaft. textkritik.de, 2001
- Kurzbiografie und Rezensionen zu Werken von Franz Kafka bei Perlentaucher